# Astronomía islámica

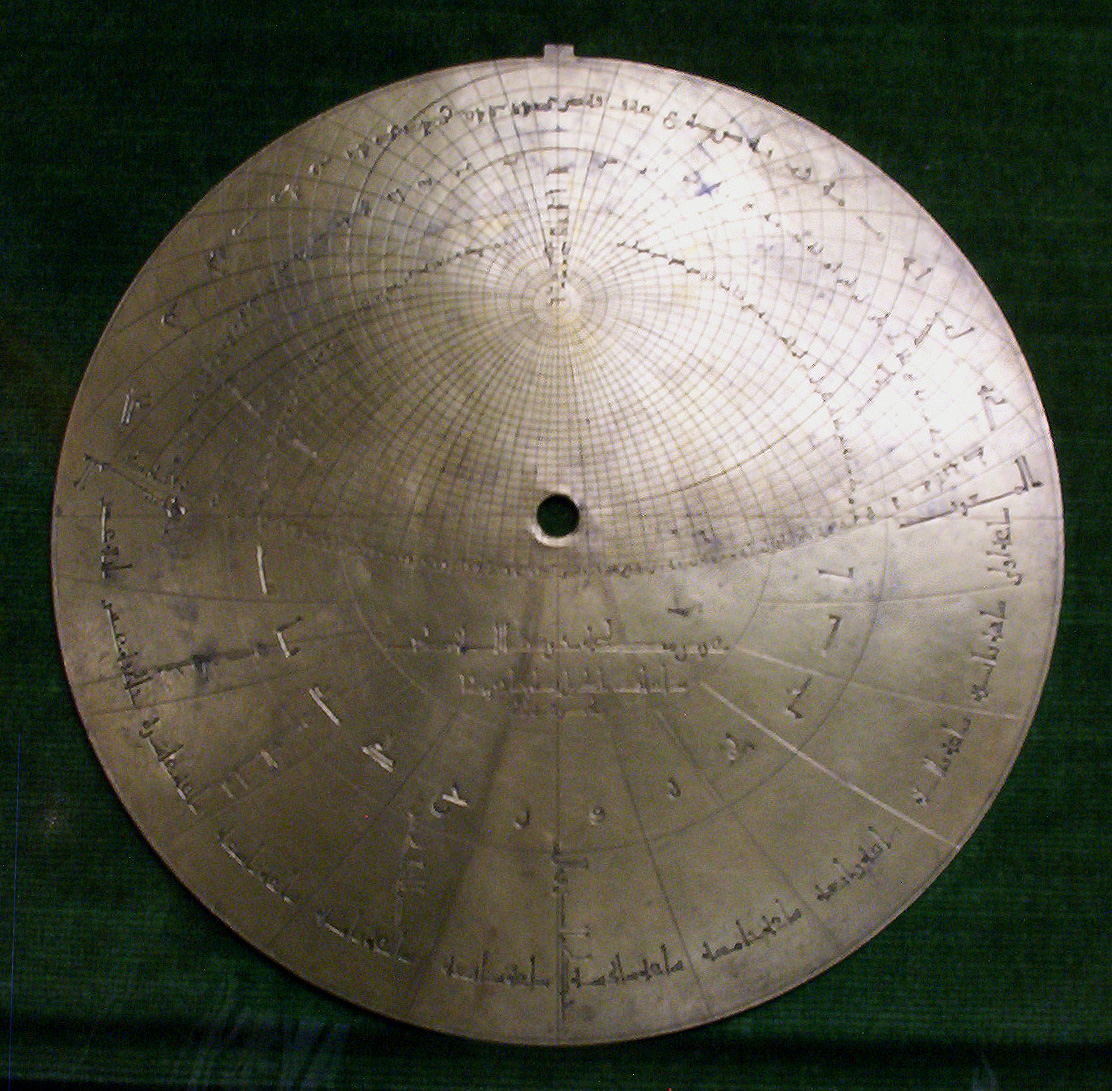
Una de las láminas de un astrolabio planisférico andalusí.

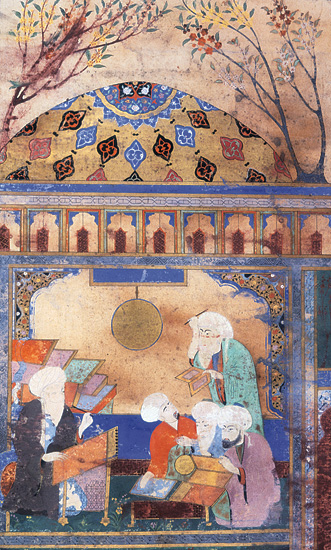
Al-Tusi en el Observatorio de Maraghe

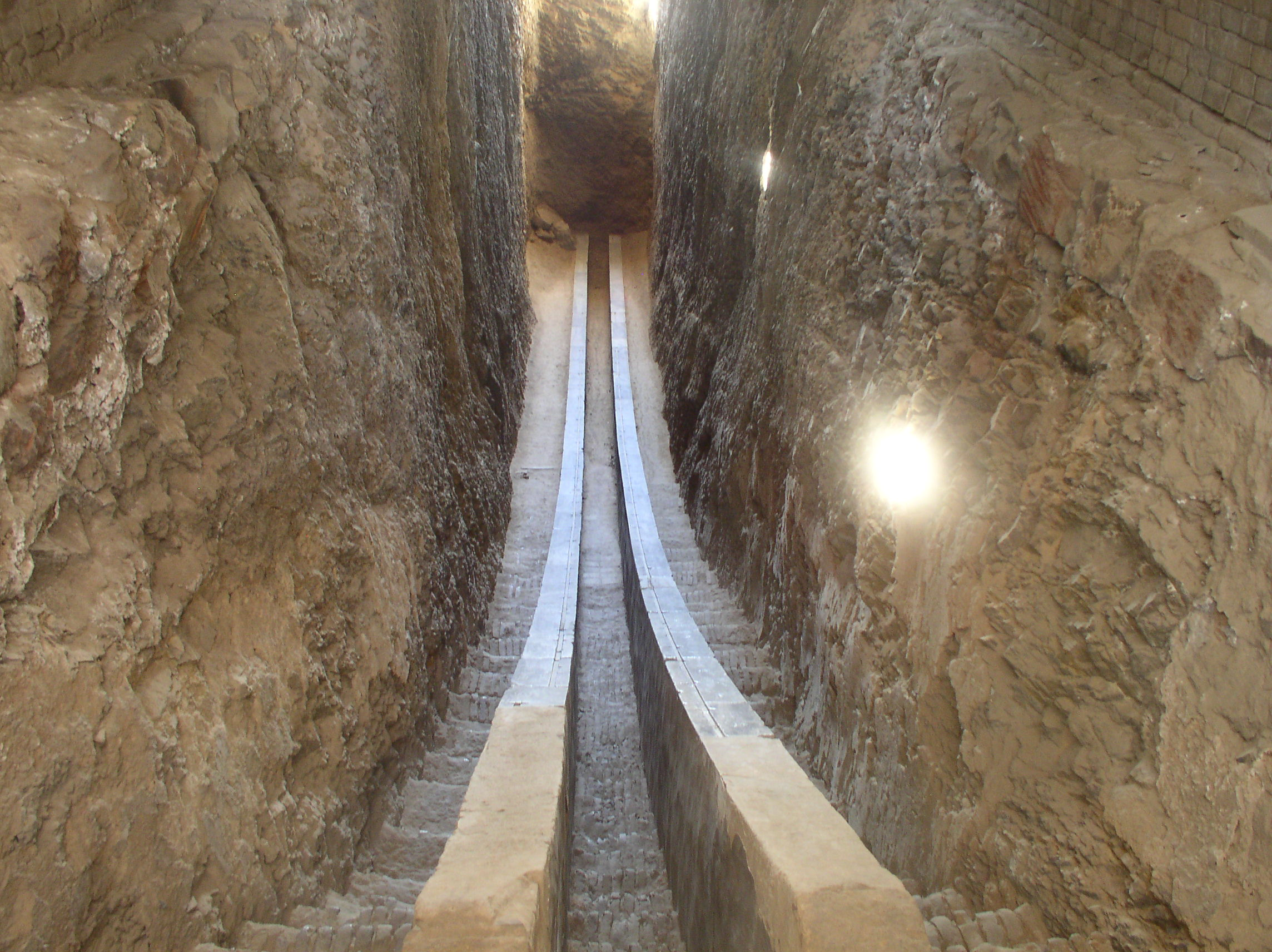
La trinchera del observatorio de Ulugh Beg con la parte inferior del arco meridiano. En tiempos de Ulugh Beg los muros estaban recubiertas con mármol brillante

En historia de la astronomía, la astronomía islámica, árabe o musulmana remite a los trabajos astronómicos realizados por la civilización islámica, especialmente durante la Edad de Oro del islam (siglo VIII a siglo XVI), y transcritos en su mayoría en lengua árabe. Estos descubrimientos fueron realizados en lo esencial en los sultanatos de Oriente Medio, de Asia Central, en Al-Ándalus, el África del Norte, y más tarde en China e India.
En sus inicios, la astronomía en el mundo islámico llevó a cabo una trayectoria similar a otras ciencias en el islam, mediante la asimilación de conocimientos del extranjero y la composición de estos elementos dispares para dar a luz a una tradición original. Las principales importaciones fueron indias, persas y griegas, conocidas por traducciones luego asimiladas, como la del Almagesto. Luego la astronomía árabe ejercerá a su vez una influencia significativa en las astronomías india y europea e incluso en la china.
En el siglo VII, tanto cristianos como judíos celebraban días festivos, como la Pascua y el Pésaj, que debían determinarse astronómicamente en función de las fases de la luna. Ambas comunidades se enfrentaban al hecho de que la duración de 29,5 días del mes lunar no era conmensurable con los 365 días del año solar. Para resolver el problema, cristianos y judíos adoptaron un plan basado en el descubrimiento de Metón de Atenas en el año 430 a. C. del ciclo metónico de diecinueve años solares y la inserción periódica del decimotercer mes lunar para mantener las fechas del calendario al día con las estaciones. Los astrónomos utilizaban las enseñanzas de Ptolomeo para calcular la posición de la Luna y de las estrellas resolviendo el triángulo esférico mediante un procedimiento poco práctico concebido por Menelao de Alejandría a finales del siglo I.
Dallal Ahmad observa que, a diferencia de los babilonios, griegos e indios, que habían desarrollado elaborados sistemas astronómicos basados en las matemáticas, los árabes preislámicos se basaban únicamente en observaciones empíricas, en la salida y puesta de ciertos astros, un área de estudio que se conocía como «anwa» y que continuó desarrollándose después de la islamización cuando los astrónomos islámicos agregaron métodos matemáticos a sus observaciones empíricas y para los que encontrar un método trigonométrico más simple representó un desafío natural. Según el historiador de la astronomía David King, después de la llegada del Islam, la obligación religiosa de definir la qibla, de conocer la hora del día para realizar las salat —las oraciones canónicas— y de determinar si el mes tenía 29 o 30 días, incrementó el progreso en la astronomía.
El Corán alentaba a que los musulmanes encontraran formas de utilizar las estrellas: «Y Él es Quien os consagró las estrellas para que así podáis ser guiados en las tinieblas de la tierra y del mar». Basándose en este precepto, los musulmanes comenzaron a desarrollar mejores instrumentos para la observación y la navegación astronómica, dando nombre y catalogando muchas estrellas visibles a simple vista en el cielo, hasta el punto de que hoy en día muchas de esas estrellas conservan los nombres árabes, como Aldebarán (α Tauri), Deneb o Altair (α Aquilae). También términos astronómicos como «alidada», «acimut», «cenit o «almicantarat» evidencian por su morfología su origen árabe.
El historiador de la ciencia Donald Routledge Hill divide la astronomía árabe en cuatro períodos: 
- c. 700-825: asimilación por sincretismo de las doctrinas astronómicas helenísticas, indias y persas, traduciéndose muchos textos, como el Zīj al-Sindhind,[11] o  el Zīj al-Shāh, una colección de tablas astronómicas compiladas en la Persia preislámica durante más de doscientos años.
- c.825-1025: fase de investigación intensa, recepción y mejora del sistema de Ptolomeo. Los califas apoyaron económicamente su desarrollo y Bagdad y Damasco se convirtieron en centros intelectuales. La primera obra importante fue el Zīj al-Sindh (830), de Al-Juarismi, que introdujo conceptos ptolemaicos en las ciencias islámicas, con tablas de los movimientos del Sol, la Luna y los cinco planetas conocidos en aquella época. En 850, Al-Farghani (805-880), una autoridad en el sistema solar, escribió entre 833 y 857 el Kitāb fī ŷawāmiʿ ʿilm al-nuŷūm en el que proponía principalmente una síntesis de la cosmografía ptolemaica, aunque también corregía a Ptolomeo basándose en los resultados de astrónomos árabes anteriores. Al-Farghānī calculó nuevos valores para la oblicuidad de la eclíptica, para el movimiento de precesión de los apogeos del Sol y de la Luna, y para la circunferencia de la Tierra. El libro tuvo una amplia distribución en el mundo musulmán y también fue traducido al latín.[12]Destacaron también:[Nota 3] Al-Battani (858-929), quizá el más respetado por los estudiosos europeos, por sus descubrimientos amplísimos y sus estudios de las anomalías lunares y los eclipses de una extraordinaria precisión, que también estableció las primeras nociones trigonométricas y concibió la fórmula fundamental de la trigonometría esférica; y Al Sufi (903-986), con su Libro de las estrellas fijas, que describió en detalle alrededor de mil estrellas y dio las primeras descripciones de la Galaxia de Andrómeda y de la Gran Nube de Magallanes.
- 1025-1450: florecimiento de una escuela de pensamiento específicamente árabe en astronomía, que comenzó cuando sus astrónomos comenzaron a hacerse preguntas sobre el sistema ptolomaico, aunque permaneciendo siempre el modelo geocéntrico. La obra más importante fue al-Shukūk ʿalā Batlamyūs [Dudas sobre Ptolomeo] de Ibn al-Haytham, en la que se resumen las inconsistencias del modelo ptolemaico. Muchos astrónomos asumieron el desafío desarrollando modelos alternativos para evitarlos, como Muʾayyad al-Dīn al-ʿUrḍī (ca. 1266), Nasir al-Din al-Tusi (1201-1274), Qutb al-Din al-Shirazi (ca. 1311), alā-Hwkabar ( ca. 1306), Ṣadr al-Sharīʿa al-Bukhārī (ca. 1347), Ibn al-Shatir (ca. 1375), al-Khamoji (ca. 1420) y Ali Qushji (ca. 1474).
- 1450-1900: período de estancamiento, todavía marcado por algunas contribuciones notables.

Estos conocimientos llegan a Europa Oriental a través de Al-Ándalus en los siglos XI a XIII, y a Europa Central con las invasiones turcas a largo del siglo XV.
Con cerca de 10 000 manuscritos conservados en el mundo, de los que muchos no han sido objeto de un inventario bibliográfico, el corpus astronómico árabe constituye uno de los componentes mejor conservados de la literatura científica medieval. Y pese a las lagunas bibliográficas, los textos estudiados hasta la fecha proporcionan una imagen fiable de la actividad astronómica de los pueblos de habla árabe.

## Factores de desarrollo
Hay varios factores que favorecieron el desarrollo de la astronomía árabe, algunos comunes a todas las ciencias, como el deseo de conocer el mundo que nos rodea, o la estructura del mundo árabe que favorece el intercambio de conocimientos. Otro impulso surgió de las prácticas religiosas específicas del Islam, que ocultan una serie de problemas en astronomía matemática. La resolución de estos problemas por parte de los eruditos musulmanes fue mucho más allá de los métodos matemáticos de los griegos.
El estudio de los astros también estaba ligado al deseo de conocer el futuro. Por tanto, la astrología también desempeñó un papel en el desarrollo de la astronomía árabe. 

### Estructura del «mundo árabe»
Los historiadores distinguen varios factores favorables al desarrollo de la astronomía árabe. El primero era la proximidad de los países musulmanes con el mundo de la Antigüedad clásica. Un número considerable de escritos griego, sánscrito y pelvi fueron traducidos al árabe ya en el siglo IX. Este movimiento fue posible gracias al respeto por los estudiosos de otras culturas.
El mundo árabe, por su extensión, ofrecía la posibilidad de aunar diferentes tradiciones científicas, procedentes de diferentes países, con diferentes culturas y hombres de diferentes religiones, en un lenguaje científico común que era la lengua árabe. Esta lengua permitió intercambios tanto sobre textos antiguos como contemporáneos y favoreció el establecimiento de una tradición de correspondencia científica. La estructura del mundo árabe también favoreció el movimiento de académicos y la nueva práctica de los viajes científicos.
Finalmente, el mecenazgo, principalmente el de los califas, permitió crear grandes centros de investigación como el de Bagdad en la época de califa Al-Ma'mūn (r. 813-833).

### Factores religiosos

Horario de la oraciones en el Islam (rotulado en inglés)

Dirección de la Qibla mediante sombras.

El Islam ha influido en la astronomía de manera directa e indirecta. La organización de la vida religiosa, al plantear una serie de problemas relacionados, por ejemplo, con el calendario, dio un impulso decisivo al desarrollo de la astronomía matemática, aunque, según Ahmed Djebbar, este componente, aunque inicialmente fue uno de los factores positivos, fue sólo un elemento entre otros en el desarrollo de la astronomía árabe. 

#### Prácticas islámicas
Varias normas del Islam han empujado a los fieles a mejorar los cálculos y las observaciones astronómicas. 
Una primera razón fue el calendario musulmán y más precisamente la determinación del período del Ramadán. Este calendario se basaba en los meses lunares y requería determinar el movimiento de la luna. Los meses, en la religión musulmana, no comienzan con la luna nueva astronómica, definida como el momento en que la luna tiene la misma longitud eclíptica que el sol (es por tanto invisible, ahogada en el albedo solar); los meses comienzan cuando la creciente lunar comienza a aparecer al anochecer.
Un segundo motivo era la determinación de la qibla o dirección de la La Meca. El Islam demanda a los musulmanes que oren postrándose en dirección a la Kaaba en La Meca y que orienten sus mezquitas en esa misma dirección: por lo tanto, necesitaban saber cómo encontrar la dirección de ese lugar, dondequiera que estuvieran en la Tierra. 
Un último problema era determinar el tiempo del salat. Los musulmanes deben poder determinar los horarios locales de oración en cinco momentos del día (desde la aurora hasta la tarde), en todo un vasto imperio. 
Las direcciones se determinaban a partir de la posición del Sol y de las estrellas, y la hora local a partir de la dirección y elevación del Sol. Esos métodos no eran completamente nuevos, pero los científicos árabes los hicieron más precisos mediante el desarrollo de la geometría esférica y de la trigonometría.

#### Soluciones encontradas y recurso a la geometría de la esfera

Proyección estereográfica de la esfera celeste con sus elementos más importantes

El cálculo del día en que la creciente lunar recomienza a hacerse visible constituyó un desafío formidable para los estudiosos árabes. Aunque, de hecho, la teoría de Ptolomeo sobre el movimiento compuesto de la luna era bastante precisa en el momento de la luna nueva, sólo daba la trayectoria de la luna en relación con el círculo de la eclíptica. Para predecir en qué día la luna comenzaba a hacerse visible nuevamente, era necesario poder describir su movimiento en relación con el horizonte, un problema cuya resolución pertenece a una geometría esférica bastante sofisticada. Aunque en principio se requiere la visibilidad efectiva del creciente, y que este método experimental sea utilizado comúnmente para determinar el inicio del Ramadán, la cuestión planteada a los astrónomos era encontrar un método para predecir esa visibilidad. Ese problema no fue estudiado específicamente por los griegos, pero se pueden encontrar métodos de cálculo en la tradición india, retomados por la creación de las primeras tablas de Yaʿqūb ibn Ṭāriq y Al-Juarismi. Pero fueron los astrónomos Habash al-Hasib y Thábit ibn Qurra quienes, basándose en el Almagesto de Ptolomeo, hicieron un estudio matemático del mismo.
La determinación de la dirección de La Meca se hizo empíricamente o de manera aproximada antes e incluso después de la solución matemática del problema. Resolver este problema equivale a determinar el ángulo de un triángulo esférico conociendo la longitud y la latitud de dos puntos (lugar de observación y ubicación de La Meca) y se resuelve en geometría esférica utilizando la fórmula de la cotangente. La primera determinación matemática, utilizando un método geométrico, tomado de fuentes griegas y conocido bajo el nombre de analema fue desarrollada por Habash al-Hasib pero fue el desarrollo de la trigonometría esférica y la creación de nuevas funciones como la tangente lo que proporcionó las herramientas para una solución matemática del problema.
Asimismo, la determinación del tiempo de los “salat” se realizó por primera vez de forma empírica. Esta preocupación despertó el interés por la gnomónica y se escribieron numerosos tratados sobre el estudio de las sombras de un gnomon estándar según la ubicación y la época del año. Muy pronto aparecieron tablas destinadas a regular los tiempos de las oraciones (Al-Juarismi). La fijación de las horas de oración normalmente era atribuida al muecín pero a partir del siglo XIII se asiste a la aparición de astrónomos profesionales, muwaqqit o moqati, encargados de realizar los cálculos y especializados en la geometría de la esfera. La resolución matemática de este problema supone efectivamente que se sepa calcular el lado de un triángulo esférico de la esfera celeste a partir de sus tres ángulos y de los otros dos lados; para encontrar la hora sidérea, por ejemplo, era necesario saber construir el triángulo cuyos vértices son el cenit, el polo norte, y la posición del sol. El observador debe conocer la ascensión recta del Sol y la del polo: la primera se puede medir con un sextante, y la segunda no es otra que la latitud del observador. La hora está dada por el ángulo entre el meridiano (el arco comprendido entre el cenit y el polo) y el círculo horario del Sol (es decir, digamos el arco entre el Sol y el polo).

### Astrología

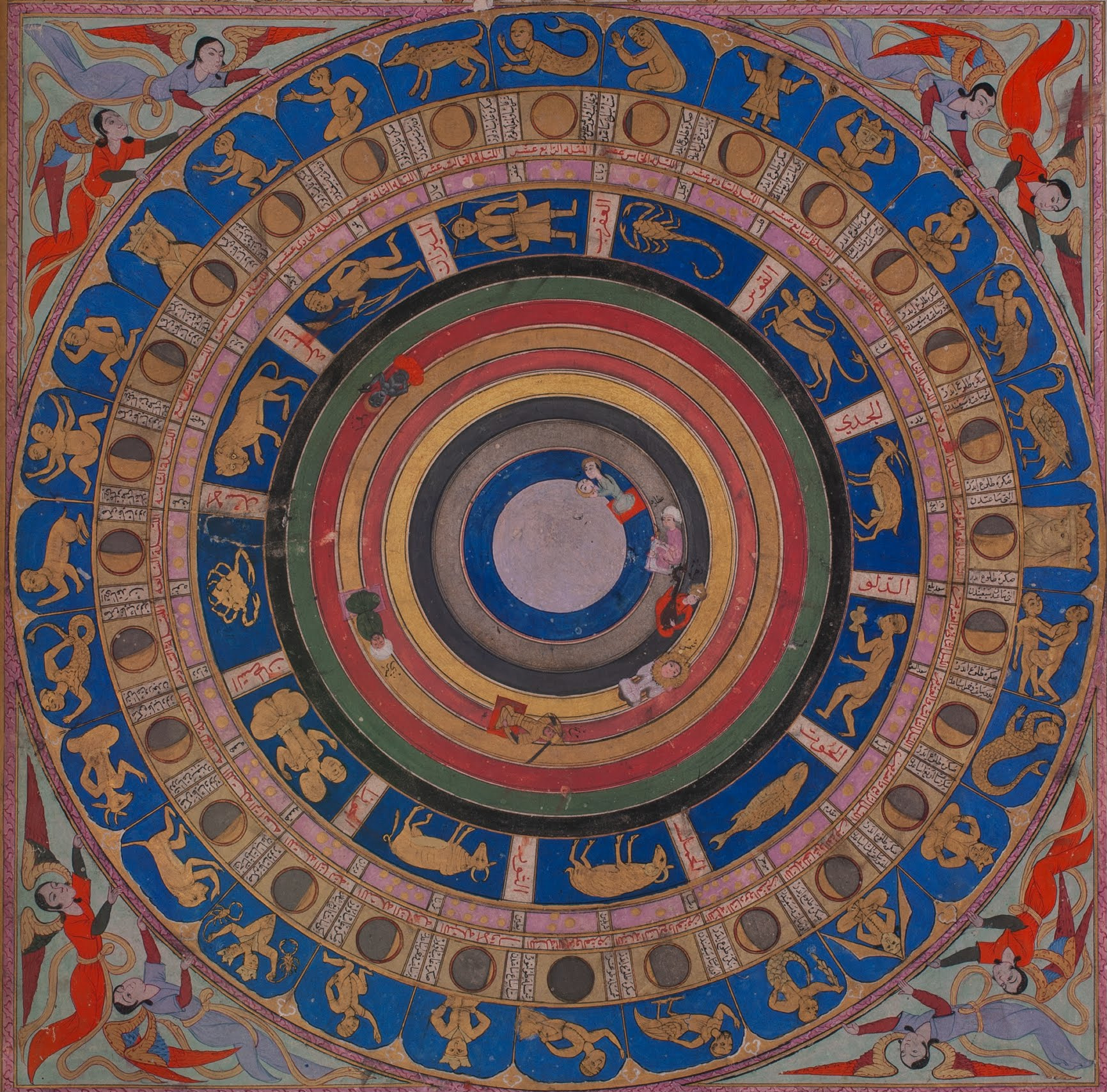
Mapa celeste, signos del Zodíaco y mansiones lunares en la Zubdat al-Tawarikh [Esencia de la Historia], dedicado al sultán otomano Murad III en 1583.

La astrología astronómica se basa en la idea de que el movimiento de las estrellas influye en los acontecimientos y en la vida de los seres humanos. Según este punto de vista, es necesario conocer la posición de las estrellas para anticipar sus efectos y, por tanto, recurrir a los astrónomos. A pesar de la prohibición pronunciada por la religión sobre cualquier fenómeno de adivinación, la astrología no dejó de practicarse en el mundo musulmán. El deseo de los poderosos de conocer el futuro favoreció los programas científicos de observación de estrellas. Así, la astronomía y la astrología fueron consideradas durante mucho tiempo disciplinas complementarias incluso aunque estas dos disciplinas fueran generalmente presentadas por el mismo autor en tratados diferentes. Para evitar ser confundidos con los astrólogos e incumplir las prohibiciones religiosas, los astrónomos dieron un nombre específico a su actividad: Ilm al-Hay'a (o Ciencia de la configuración del universo).
Si bien se encuentran defensores de la astrología como Abou Ma'shar al-Balkhi, muchos astrónomos criticaron esta disciplina. Entre ellos, se pueden citar al astrónomo persa al-Biruni en el siglo XI, a Al-Farabi a Alhazen, a Avicena, a Averroes, a Maimonides y a Ibn Qayyim al-Jawziyya.

## Historia
El conocimiento del cielo en la Arabia premusulmana era sólo empírico: se limitaba a un estudio de la salida y puesta de los astros para recortar el año, estudio que continuó durante el período islámico con los métodos matemáticos que aparecieron entonces. Los inicios de la astronomía siguieron un camino similar al de otras ciencias del Islam, mediante la asimilación de conocimientos extranjeros y la composición de estos elementos dispares para dar lugar a una tradición original. Las principales contribuciones son primero los indios y los persas, luego los griegos, siendo estos últimos quienes ejercen la influencia más profunda. Se difunden a través de traducciones y comentarios. 
El historiador de la ciencia Donald Routledge Hill divide la astronomía árabe en cuatro períodos: 
- asimilación por sincretismo de las doctrinas astronómicas helenísticas, indias y persas (c. 700-c.825);
- fase de investigación intensa, recepción y mejora del sistema Ptolomeo (c.825-c.1025);
- florecimiento de una escuela de pensamiento específicamente árabe en astronomía (c.1025-c.1450);
- estancamiento, todavía marcado por algunas contribuciones notables (después de 1450).

### Primeras aportaciones del extranjero (700-825)
Este período estuvo esencialmente marcado por una asimilación y un sincretismo de doctrinas astronómicas helenísticas, indias y persas anteriores.
Vio la traducción de varios escritos sánscritos y pelvi en árabe estándar moderno. Las obras de Aryabhata y Brahmagupta fueron citadas muy tempranamente por los astrónomos árabes. Una célebre traducción debida a la pluma de Muhammad al-Fazari y de Yaqūb ibn Tāriq apareció alrededor del año 777 bajo el título Zij al-Sindhind (o Tablas astronómicas indias). Las fuentes disponibles revelan que este texto fue traducido después de la visita de un astrónomo indio a la corte del califa Al Mansour en 770.
También se encuentran en escritos árabes del siglo VIII referencias a una colección de crónicas astronómicas compiladas durante dos siglos en la Persia sasánida y conocidas en árabe con el nombre de Zij al-Shah (o  Tablas Reales). Pero para los traductores se trataba de presentar una simple recopilación de conocimientos sin verificación.
Fragmentos de este período atestiguan la adopción por parte de los árabes de las tablas de senos (heredadas de las matemáticas indias) en lugar de las tablas de cuerdas utilizadas por los astrónomos griegos. Otra herencia de los indios, una fórmula aproximada de la hora estacional adoptada por los astrónomos árabes.

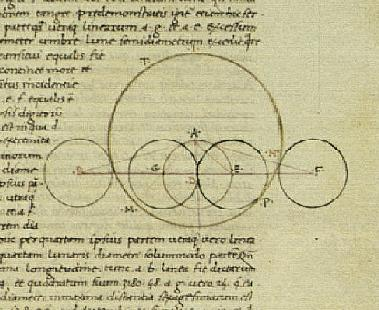
Una página de la traducción latina del Almagesto de Ptolomeo.

El interés de los árabes por la astronomía creció junto con el de las matemáticas. Desde este punto de vista, fue ejemplar el papel desempeñado por el Almagesto (compuesto hacia el año 150) del astrónomo alejandrino Ptolomeo (hacia 100-178). El Almagesto fue de hecho un hito en la astronomía, reuniendo, como los Elementos de Euclides para la geometría, todo el conocimiento contemporáneo de su autor. Esta obra, cuyo título original es Composición matemática, adquirió a lo largo de los siglos el habitual título de Gran Astronomía. Los árabes, a su vez, la titularon «La Muy Grande», añadiendo al superlativo griego megiste ('muy grande') el artículo definido árabe al-: así la obra fue transmitida al Occidente latino bajo el título de Almageste. Aunque gran parte del Almagesto resultó ser inexacto a medida que avanzaban las observaciones, siguió siendo uno de los pilares de la enseñanza de la astronomía tanto en el mundo musulmán como en Europa hasta la revolución copernicana. Otras obras de Ptolomeo influyeron en la astronomía árabe: El Libro de las Hipótesis, La Festis y Las Tablas fáciles. También hay referencias a una serie de textos griegos conocidos como la «pequeña colección astronómica» y que reunía tratados de astronomía y geometría de Euclides, Teodosio de Trípoli, Autólico de Pitane, Aristarco de Samos y Menelao de Alejandría. Parte de esta ciencia griega llegó al mundo árabe a través de fuentes siríacas. Así, al-Hasan ibn Quraysh tradujo el Almagesto del siríaco al árabe durante el siglo VIII.

### Triunfo del sistema de Ptolomeo (c. 825 - c. 1025)
El período que se extiende desde el siglo IX hasta principios del siglo IX estuvo marcado por una intensa investigación, tras la cual se demostró la superioridad del sistema de Ptolomeo sobre los demás, y al que se le aportan varias precisiones. La investigación astronómica, fuertemente alentada por el califa abásida Al-Ma'mūn (r. 813-833), Bagdad y Damasco se convirtieron en importantes centros científicos. Los califas no sólo proporcionaron apoyo financiero para este trabajo, sino que también confirieron un prestigio real a los eruditos.

#### Astronomía observacional

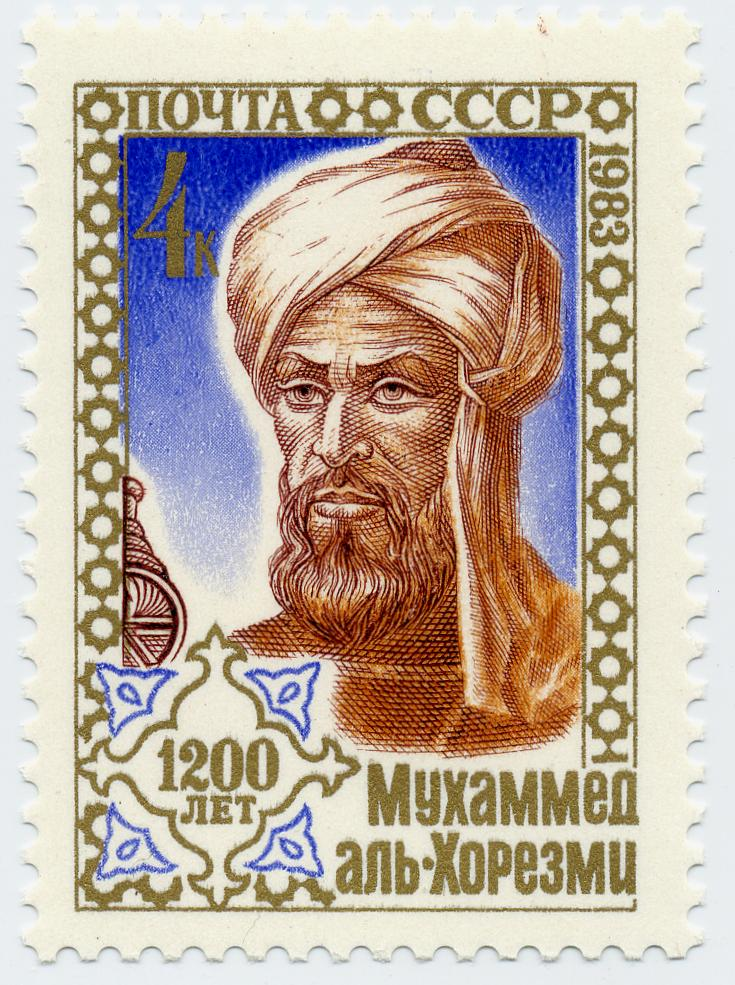
Al-Juarismi compuso el Zij al-Sindh, una de las primeras tablas astronómicas en lengua árabe.

En astronomía observacional, la primera obra de astronomía propiamente musulmana fuw el Zij al-Sindh de Al-Juarismi (830). Este libro o Zij, un conjunto de tablas que dan las posiciones sucesivas del Sol, la Luna y los cinco planetas conocidos en ese momento, fue una recopilación de tablas de fuentes indias con las Tablas fáciles de Ptolomeo. Fue una obra de referencia en el mundo árabe y tuvo influencia en la Europa medieval tras su traducción al latín en el siglo XII por Adelardo de Bath.
Bajo el impulso del califa Al-Ma'mūn (r. 813-833), se llevó a cabo un importante programa de observación de estrellas en Damasco y Bagdad. Las mediciones, obtenidas gracias a nuevos métodos de observación, mostraron una discrepancia entre sus resultados y los de Ptolomeo y propició un trabajo de recuperación teórica de estos últimos. Entre los autores que trabajaron en el equipo de eruditos reunidos por Al-Ma'mum, se puede citar a Alfraganus, Yahya Ibn Abi Mansour, Habash al Hasib, luego Al-Battani después de la muerte del califa, junto a los Hermanos Banou Moussa, y finalmente, en el siglo siguiente, al-Sufi, ibn Yunus y al-Biruni. 
Favorecida por la construcción de grandes instrumentos y la multiplicidad de observaciones, la medida de la oblicuidad de la eclíptica emprendida por Alfraganus, Al-Battani y luego al-Khujandi, se hizo gradualmente más clara desde los 23°51′ para Ptolomeo hasta los 23°32′19″ para al-Khujandi al final del siglo X.
Otro problema que preocupó a los primeros astrónomos árabes fue el de la duración de la trayectoria del sol. Para Ptolomeo, el Sol se desplazaba sobre una órbita circular, cuyo centro no era la Tierra (órbita excéntrica), según un movimiento uniforme y el tiempo que tardaba en regresar a su punto de partida era constante, es lo que se llama el año anomalístico, siendo el año sideral el año que tarda en volver a su misma posición con relación a una estrella fija y el año tropical el tiempo transcurrido entre dos equinoccios de primavera por ejemplo. Ptolomeo hacia coincidir el año tropical y el año anómalo y lo había fijado en 365 días 14 h 48 min. El año tropical y el año sideral tienen diferentes duraciones debido a la precesión de las estrellas fijas. Las mediciones y cálculos realizados por los astrónomos Alfraganus, Yahya Ibn Abi Mansur y Al-Battani condujeron por un lado a corregir esa constante de precesión de 36 segundos de arco por año para Ptolomeo a 49,39 segundos de arco para el Libro del año solar (primera mitad del siglo IX) pero también permitieron resaltar que el año anomalístico no correspondía al año tropical sino al año sideral que se convirtió en la duración de referencia. También especificaron la duración del año sidéreo y del año tropical (respextivamente, 365 días 15h 23m y 365 días 14h 32m en el Libro del Año Solar).
Habash al Hasib estudió el problema de la visibilidad de la Luna creciente, es decir, el estudio del momento en que la Luna creciente es visible justo antes del amanecer o justo después de acostarse. Al-Battani destacó la variabilidad del diámetro aparente del Sol y de la Luna, lo que le llevó a considerar los eclipses anulares como posibles, poniendo así en duda una afirmación de Ptolomeo.
Estos dos siglos vieron el florecimiento de numerosas tablas astronómicas o zij. Retomaban el Almagesto de Ptolomeo, reconociendo el valor de los métodos geométricos utilizados y modernizándolos utilizando nuevas funciones trigonométricas, seno, coseno, tangente (o sombra) (Habash al Hasib). Corregieron los valores numéricos de las tablas gracias a la nueva serie de mediciones realizadas.

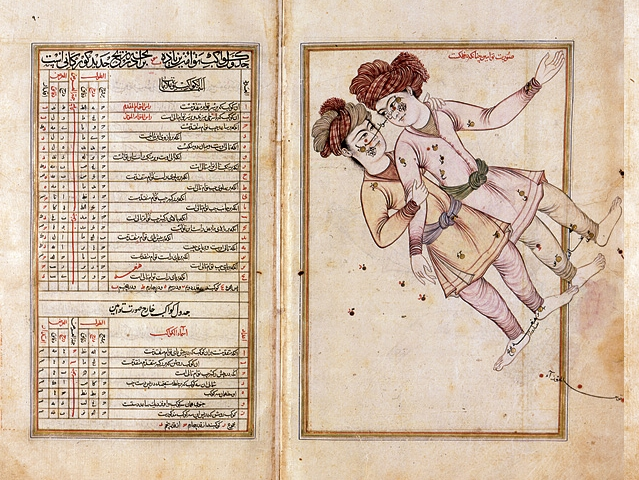
La constelación de Géminis según el Libro de las estrellas fijas de al-Sufi, que describió en detalle alrededor de mil estrellas y dio las primeras descripciones de la Galaxia de Andrómeda y de la Gran Nube de Magallanes.

Así, entre 833 y 857, Alfraganus escribió Kitab fi Jawani (Compendio sobre la ciencia de las estrellas, o Elementos de la astronomía, según el traducciones). Fue sobre todo un resumen de la cosmografía de Ptolomeo, presentándola por primera vez de una manera más descriptiva que matemática. Este libro tuvo una amplia distribución por todo el mundo musulmán y tuvo una gran influencia en la enseñanza del sistema de Ptolomeo. La traducción al latín realizada por Gerardo de Cremona en el siglo XII de los Elementos de la astronomía fue la base de la famosa obra La Esfera de Johannes de Sacrobosco, que conoció más de 200 ediciones y sirvió como obra docente en las universidades europeas hasta el siglo XVII.
También se puede citar la Tabla Verificada (Al-Zij al-Mumtahan) de Yahya Ibn Abi Mansour en el siglo IX cuyos valores numéricos sirvieron de referencia para los astrónomos posteriores, las Tablas de Damasco (al-Zij al-dimashqi) de Habash al Hasib por su uso de funciones trigonométricas, las Tablas Sabeas (al Zij al-Sabi) de Al-Battani (Albatenius) (853-929) que tuvo una gran influencia en la astronomía en la Edad Media occidental gracias a una traducción completa al latín del SXII y la Gran Tabla Hakemita (al-Zij al-hakimi al-kabir), obra monumental de ibn Yunus (finales del siglo X - principios del siglo XI) cuya precisión de observaciones fue utilizada por los científicos modernos, después de su traducción en siglo XIX, en el estudio de la aceleración secular de la Luna..
En el siglo X, al-Sufi describió a través de sus observaciones la posición, magnitud, luminosidad y color de estrellas, dibujando las constelaciones una por una en su Libro de las estrellas fijas (Kitab suwar al-kawakib al-thhabita) (964). Este libro muy difundido en árabe fue traducido al latín del siglo XII lo que explica la consonancia árabe actual de muchos nombres de estrellas.

#### Astronomía téorica
En papalelo a esta astronomía aplicada, también se estableció la astronomía teórica destinada a demostrar matemáticamente el modelo de Ptolomeo y a explicar los resultados de las observaciones. Las primeras herramientas matemáticas de esta astronomía teórica fueron principalmente Las esféricas de Menelao de Alejandría y la trigonometría india así como también como los Elementos de Euclides. Un famoso astrónomo matemático de finales del siglo IX es Thábit ibn Qurra quien demostró matemáticamente que la velocidad aparente de una estrella disminuye cuando se aleja de su perigeo si se supone que su movimiento es uniforme en su excéntrica. Thábit ibn Qurra también demostró que el movimiento aparente coincide con el movimiento medio si consideramos dos puntos simétricos con respecto al eje que pasa por el observador y perpendiculares al eje perigeo-apogeo. Puso este resultado en práctica para estudiar los movimientos de la Luna y también trabajó en el problema de la visibilidad de la creciente de Luna. 
También se ha atribuido durante mucho tiempo a Thábit ibn Qurra, —ahora se sabe que este tratado no es suyo pero aún no se conoce al autor— un estudio (Liber de motu octavae spherae) sobre el fenómeno de la trepidación de la esfera celeste. El autor de este trabajo, observando las discrepancias entre las medidas de Ptolomeo y las nuevas medidas, relativas a los valores de la oblicuidad y de la precesión, propuso un nuevo modelo en el que el valor de la eclíptica y el de precesión variaban periódicamente. Este modelo tuvo cierto éxito en el mundo árabe y principalmente en la escuela andaluza y esta teoría sobre la oscilación de la eclíptica pasó en la Europa medieval con el nombre de acceso y receso.
A partir de este período, según el historiador de la astronomía libanés George Saliba (n. 1939), se cuestionó la validez de los modelos propuestos por los Antiguos. Existe pues un documento que puede, con cierta plausibilidad, atribuirse al mayor de los hermanos Banou Moussa, que demuestra matemáticamente la inexistencia de un noveno orbe que supuestamente explica el movimiento diurno de las estrellas.
A principios del siglo XI, el astrónomo al-Biruni hizo un inventario del conocimiento en astronomía de su época en su al-Qanun al-Mas'udi (Las Tablas dedicadas a Mas'ud), exponiendo todas las hipótesis y analizándolas. Fue gracias a su obra Tahqiq ma li l-Hind (Investigación de lo que posee la India) que conocemos las Teorías astronómicas indias de Aryabhata, Brahmagupta y sus discípulos. Biruni informó en él que consideraban que la Tierra giraba alrededor de su eje polar y señaló que esto no causaría ningún problema a nivel matemático. Al-Biruni conocía también el modelo heliocéntrico de Aristarco de Samos, pero permaneció indeciso sobre este tema durante toda su vida, y acabó considerando el heliocentrismo como un problema filosófico  no contradictorio con sus propias observaciones del cielo. En su Canon de Mas'ud, al-Biruni rejeta finalmente rechazó la hipótesis de una rotación de la Tierra sobre sí misma por argumentos cercanos a los de Ptolomeo sobre el vuelo de los pájaros<refn>Un pájaro que vuela de este a oeste tendría a la vez tanto su velocidad como la de la Tierra, lo cual está en contradicción con lo que se puede observar. Según Régis Morelon, su obra cierra este primer período de la astronomía árabe, manteniéndose en general dentro del marco trazado por Ptolomeo.

### Crítica al ptolemaísmo y las nuevas escuelas (c. 1025 - c. 1450)
Este período vio el surgimiento de una doctrina astronómica verdaderamente musulmana. En la tradición griega y las que la siguieron, se distinguía tradicionalmente la astronomía matemática (de la cual Ptolomeo es un representante típico) de la cosmología, una rama de la filosofía (representada por Aristóteles). Los eruditos musulmanes buscaron una configuración física ("hay'a") del universo simultáneamente compatible con los axiomas matemáticos y los principios físicos. Como parte de esta 'tradición Hay'a', los astrónomos musulmanes cuestionaron los detalles técnicos del sistema de Ptolomeo en astronomía. Estas críticas, sin embargo, preservaron el paradigma ptolemaico, limitándose a las concepciones geocéntricas. Como señala el historiador de la ciencia Abdelhamid I. Sabra: 

Se sabe que todos los astrónomos árabes, desde Thábit ibn Qurra en siglo IX hasta Ibn al-Shatir en siglo XIV, y todos los astrónomos naturales filósofos desde al-Kindi hasta Averroes e incluso después, aceptaron lo que Kuhn llama el «universo de dos esferas»...—los griegos representan el mundo como compuesto de dos esferas, una de las cuales, la esfera celestial, hecha de un elemento particular llamado "éter", rodea la segunda, donde se encuentran los cuatro elementos (tierra, agua, aire y fuego) están confinados
On sait que tous les astronomes arabes, de Thābit ibn Qurra au s.IX à Ibn al-Shatir au s.XIV, et tous les philosophes de la nature d’al-Kindi à Averroès et même après, ont accepté ce que Kuhn appelle l’« univers à deux sphères »...—les Grecs se représentent le monde comme formé de deux sphères dont l'une, la sphère céleste, faite d'un élément particulier appelé «éther », entoure la seconde, où les quatre éléments (terre, eau, air, et feu) sont confinés
Configuring the Universe: Aporetic, Problem Solving, and Kinematic Modeling as Themes of Arabic Astronomy , Sabra (1998)

Algunos astrónomos musulmanes, sin embargo, en particular Nasir ad-Din at-Tusi, se preguntaron si la Tierra misma estaba en movimiento y buscaron cómo hacer compatible esta hipótesis con los cálculos astronómicos y los principios cosmológicos. Varios otros astrónomos musulmanes, y en particular los discípulos de la Escuela de Maraghe, desarrollaron modelos planetarios que, aunque seguían siendo geocéntricos, divergían del de Ptolomeo: más tarde se adaptarían al modelo copernicano en el marco del heliocentrismo.

#### Dudas sobre Ptolomeo
El modelo astronómico propuesto por Ptolomeo daba cuenta las irregularidades en el movimiento de los planetas (variación del tamaño aparente, retrogradación, velocidad no constante, variaciones de latitud, etc.) utilizando un complejo sistema de deferentes, a veces excéntricos, y epiciclos sobre los que se desplazaban los planetas a velocidad considerada a veces como constante no en relación con el centro del círculo que define su trayectoria sino en relación con otro punto (ecuante, prosnous). Este modelo implementado incluía errores observados en el siglo anterior por la serie de medidas adoptadas. También estaba en contradicción con ciertos principios comúnmente aceptados (uniformidad del movimiento con respecto al centro de las esferas, imposibilidad de que el diámetro de una esfera se deslice fuera de su centro, existencia en el espacio únicamente de movimientos rectilíneos y circulares con exclusión de los movimientos de oscilación…). Ibn al-Haytham (Alhazen) emprendió por lo tanto a principios de siglo XI una lectura crítica de las dos obras de Ptolomeo (el Almagesto y El Libro de las Hipótesis), señaló contradicciones internas y puso en duda la posibilidad de una realidad física del modelo. Según él, el modelo de Ptolomeo utilizaba puntos, líneas y círculos imaginarios incompatibles con el mundo físico: 

Ptolomeo plantea la hipótesis de un orden que no puede existir, y el hecho de que este orden reconstruya para su imaginación movimientos que son los de los planetas no lo exonera del error que cometió al plantear la hipótesis de este orden; porque los movimientos reales de los planetas no pueden resultar de un orden que no existe.
Ptolémée fait l'hypothèse d’un ordre qui ne peut exister, et le fait que cet ordre reconstitue pour son imagination des mouvements qui sont ceux des planètes ne l’exonère pas de l'erreur qu’il a commise en faisant l’hypothèse de cet ordre ; car les mouvements réels des planètes ne peuvent résulter d’un ordre qui n'existe pas.
Stanford Encyclopedia of Philosophy, 2004.

En 1070, Abu Ubayd al-Juzjani, un discípulo de Avicena, propuso un modelo no ptolemaico en su tratado Tarkib al-Aflak. En este libro, formuló el llamado problema del ecuante del modelo de Ptolomeo y propuso una solución. Afirmó que el propio Avicena había resuelto el problema del ecuante.
La crítica de Alhazen al-Shuluk 'ala Batlamiyus [Dudas sobre Ptolomeo], el tratado de al-Juzjani Tarkib al-aflak [Composición de los orbes] así como el trabajo de un autor andaluz anónimo al-Istidrak 'ala Batlamiyus [Crítica de Ptolomeo] fueron tomados muy en serio por astrónomos posteriores que intentaron encontrar modelos de reemplazo. Dos escuelas en particular propusieron alternativas al modelo de Ptolomeo: la escuela andaluza y la escuela de Maraghe.

### Astronomía en al-Ándalus
Desde el siglo X se desarrolló una actividad astronómica en la península ibérica con astrónomos como Maslama al-Mayriti que adaptó las tablas de Al-Juarismi y fundó de una escuela de astronomía en Córdoba, así como Ibn al-Saffar e Ibn al-Samh conocidos por sus estudios sobre el astrolabio y las relojes solares. Uno de los astrónomos más importantes del siglo XI fue Al-Zarqali (Azarquiel) que participó en la creación de las Tablas toledanas comenzadas bajo la dirección de Said al-Andalusi. En su tratado relativo al Movimiento de las estrellas fijas, que se conoce a través de una versión hebraica, propuso un modelo planetario fundado sobre un excéntrico móvil capaz de explicar el fenómeno de trepidación.

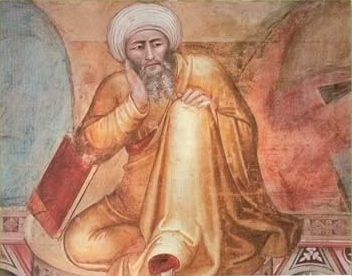
Averroes rechazaba la teoría de los círculos deferentes propuesta en su tiempo por Ptolomeo. En general, no aceptaba el modelo ptolemaico y era partidario de un modelo de universo concéntrico.

A finales del siglo XI y comienzos del XII, los astrónomos andalusíes aceptaron el reto de Alhacén, es decir, desarrollar un modelo de esferas que evitara los errores encontrados en el modelo ptolemaico. Como la crítica de Alhacén, la obra andalusí anónima titulada al-Istidrak ala Batlamyus (Recapitulación de Ptolomeo) incluye una lista de objeciones a Ptolomeo. Este es el punto de partida de la controversia en al-Ándalus sobre la astronomía ptolemaica.
Las críticas y los cuestionamientos se hicieron a partir de posiciones ptolomeicas o aristotélicas. En el primer grupo, en la astronomía matemática ortodoxa, se puede colocar a Jabir ibn Aflah cuyo trabajo Iṣlāḥ al-Majisṭi (Corrección del Almagesto) se conoce en Europa, gracias a la traducción en latín de Gerardo de Cremona y a dos traducciones hebreas. Su parte trigonométrica se considera la fuente del De triangularis de Regiomontano. En este libro Jabir ibn Aflah volvía a discutir particularmente las posiciones de los planetas inferiores con relación al Sol.
La otra corriente estaba dominado por los filósofos aristotélicos como Ibn Rushd (Averroes), Maimónides, Abentofail e Ibn Bajjia que, partidarios del respeto absoluto a la Física aristotélica, solamente admitían tres tipos de movimiento: centrífugos, centrípetos y circulares. En consecuencia, la solución que buscaron fue en los patrones concéntricos.
Por lo tanto Averroes rechazó la teoría de los círculos deferentes propuesto por Ptolomeo en su tiempo, ya que rechazó el modelo de Ptolomeo: era un partidario del modelo de universo concéntrico de Aristóteles. Escribió sobre el sistema planetario de Ptolomeo la siguiente crítica:

Es contrario a la naturaleza suponer la existencia de una esfera excéntrica o de un epiciclo. [...] La astronomía contemporánea no presenta ninguna verdad, se ajusta solo a los cálculos, no la realidad.
Il est contraire à la Nature de supposer l’existence d'une sphère excentrique ou d'un épicycle. [...] L’astronomie contemporaine ne nous présente aucune vérité, elle n'est conforme qu’à des calculs, non à la réalité.

Contemporáneo de Averroes, Maimónides, escribió a propósito del modelo planetario de Avempace (Ibn Bayyah):

He oído que Ibn Bayyah [Avempace] había descubierto un sistema donde no hay epiciclos, sin embargo no ha prescindido de las esferas excéntricas. Sus discípulos no me lo dijeron; y, aunque fuera verdad que hubiera descubierto tal sistema, no ha ganado gran cosa, porque la excentricidad es también contraria a los principios establecidos por Aristóteles... Te expliqué que estas dificultades no concernían al astrónomo, porque no pretende enseñar las propiedades verdaderas de las esferas, sino a sugerir simplemente una teoría, exacta o no, en la cual el movimiento de las estrellas y de los planetas es uniforme y circular, y de acuerdo con la observación.
J’ai entendu dire qu’Abu Bakr [Avempace] avait découvert un système où il n'y a plus d’épicycles, mais il n’en a pas exclu les sphères excentriques. Ses disciples ne me l’ont pas dit ; et même s’il est vrai qu’il ait découvert un tel système, il n’y a pas gagné grand chose, car l’excentricité est tout aussi contraire aux principes posés par Aristote.... Je t’ai expliqué que ces difficultés ne concernent pas l’astronome, car il ne prétend pas enseigner les propriétés véritables des sphères, mais de simplement suggérer une théorie, exacte ou non, dans laquelle le mouvement des étoiles et des planètes est uniforme et circulaire, et en accord avec l’observation

Según Juan Vernet y Julio Samsó, Alpetragio (al-Bitruji) fue el único de esta escuela aristotélica que propuso un modelo homocéntrico relativamente acabado. Estos sistemas planetarios, sin embargo, fueron rechazados porque las predicciones de las posiciones de los planetas eran menos precisas que con el modelo de Ptolomeo, esencialmente porque mantenían el dogma aristotélico de movimiento circular perfecto.

#### Toledo como foco cultural
Al-Zarqali (1029-1087), conocido por los latinos como Azarquiel, era toledano y allí sirvió y trabajó poco antes de que la secular capital de tantos gobiernos cayera en manos del rey cristiano Alfonso VI de Castilla y León. Su pérdida supuso el despertar para los confiados príncipes musulmanes.
Sin embargo para el occidente europeo la toma de Toledo fue el inicio del desertar cultural. Junto a la Sicilia normando-árabe, Toledo fue la más importante puerta de entrada de la cultura árabe en Europa. Pasó a la custodia cristiana tras su conquista por Alfonso VI con todos sus focos culturales intactos: eruditos, artistas y bibliotecas. Era también Toledo emporio de la erudición judía. Sin los hebreos, que se sentían en casa con ambos mundos: islámico y cristianos, no hubiera podido desempeñar su papel de mediador cultural. Ellos traducirían del árabe al romance y luego el estudioso cristiano vertía su traducción al latín.
Pronto las posibilidades de Toledo atraen a eruditos de todos los países cristiano-romanos en busca de desconocidos tesoros de sabiduría: Gerardo de Cremona, que llegó en busca del Almagesto de Ptolomeo y tradujo hasta setenta obras científicas. Robert de Chester, introductor de la matemática de Al Charizmi. Miguel Escoto y Germán el Dálmata, incubadores del racionalismo europeo comentando a Averroes y Alpetragio.
Todo este gran movimiento de traducciones fue promovido y protegido por el rey Alfonso X el Sabio, que persigue la meta de hacer de su corte un centro de las ciencias y las artes similar al de los príncipes árabes. Presta fundamental atención a las ciencias cosmológicas, pero también se ocupa del ajedrez, la historia, la religión y manda que se traduzca al castellano, no al latín, buscando cultivar al pueblo llano.
En el campo concreto de la astronomía, sus Tablas alfonsíes perviven en Europa hasta el siglo XVII.

### Escuela de Maraghe
La expresión «Escuela de Maraghe» se suele dar al movimiento de crítica radical de la astronomía ptolemaica en la parte oriental del mundo musulmán y se refiere al observatorio de Maraghe que reunió a un gran número de astrónomos pero, según Ahmad Dallal, este movimiento comenzó antes de la creación del observatorio y la escuela de Maraghe concierne a un área geográfica más amplia. Este movimiento continuó con el trabajo de los astrónomos de Damasco y de Samarcanda.
Al igual que sus predecesores andaluces, los astrónomos de Maraghe buscaron modelos alternativos que fueran consistentes tanto desde el punto de vista matemático como físico< y que posiblemente podría prescindir del principio del ecuante. Los astrónomos más eminentes de la Escuela de Maraghe del siglo XIII al siglo XIV fueron Mu'ayyad al-Din al-'Urdi (m. 1266), al-Tūsī (1201-1274), Najm al-Dīn al-Qazwīnī al-Kātibī (m. 1276), al-Shirazi (1236-1311), Sadr al-Shariʿa (m. c. 1347) e Ibn al-Shatir (1304-1375). 

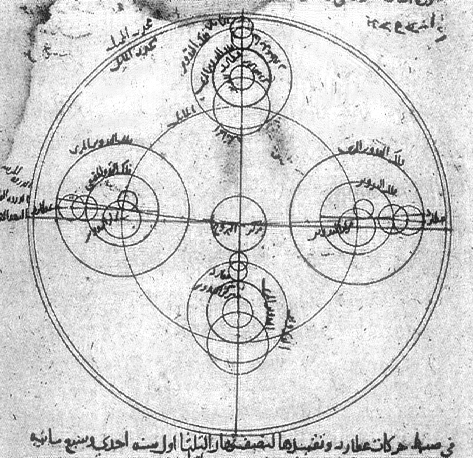
Modelo de Ibn al-Shatir para el movimiento de Mercurio, que muestra la multiplicación de los epiciclos basados en el hipocicloide de Al-Tusi), eliminando así los círculos deferentes y el ecuante introducido previamente por Ptolomeo.

A diferencia de los astrónomos griegos, que estaban poco preocupados por la coherencia entre los axiomas matemáticos y los principios físicos del movimiento de los planetas, los astrónomos musulmanes se esforzaron por adaptar las matemáticas al mundo que los rodeaba  respetando los principios de la física aristotélica. Esta exigencia y los trabajos que de ella resultó hicieron que sus logros en los siglos XIII y XIV pudieran describirse como la «Revolución Maraghe», o «Revolución de la Escuela de Maraghe», o incluso una «Revolución científica» anterior al «Renacimiento».
Para construir sus nuevos modelos planetarios, utilizaron dos resultados matemáticos. El primero fue un criterio de paralelismo, el lema de Urdi, demostrado por el astrónomo Mu'ayyad al-Din al-'Urdi. El segundo fue el principio del acople Tusi que permite explicar una oscilación rectilínea utilizando movimientos circulares. Este teorema también revolucionó la física aristotélica que distinguía los movimientos sublunares (rectilíneos) de los movimientos celestes (circulares) al mostrar que se puede generar un movimiento rectilíneo únicamente con movimientos circulares.

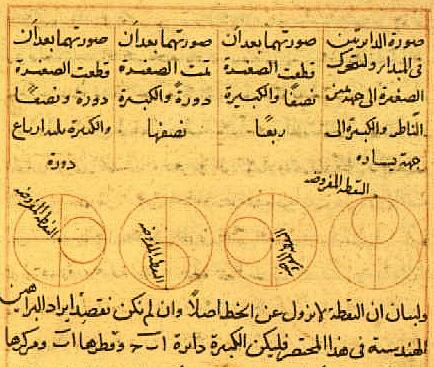
El acople Tusi es un dispositivo matemático inventado por Nasir al-Din al-Tusi, en el que un círculo gira dentro de otro círculo con diámetro el doble del primero. Las rotaciones de círculo fuerzan a un punto en la circunferencia del círculo más pequeño a oscilar hacia adelante y hacia atrás con movimiento lineal a lo largo de un diámetro del círculo más grande.

Los modelos propuestos por los astrónomos Mu'ayyad al-Din al-'Urdi, al-Tūsī, al-Shirazi, Sadr al-Shariʿa e Ibn al-Shatir, concernientes a los movimientos del sol, la luna, los planetas inferiores y los planetas superiores, permitiendo dar cuenta de los movimientos de los planetas sin utilizar el artificio del ecuante o la prosneusa. Estos modelos presentaban en ocasiones una mejor correspondencia con las mediciones realizadas como el modelo solar de Ibn al-Shatir y, a veces, explicaba mejor los problemas de las variaciones en latitud.

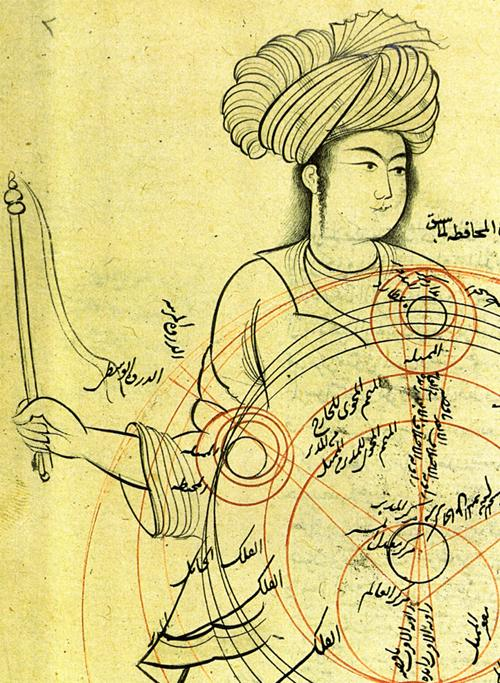
Manuscrito medieval de Qutb al-Din al-Shirazi que representa un modelo planetario y sus epiciclos..

Una ilustración, extraída de las obras de astronomía de al-Biruni, explica las diferentes fases lunares.

Se encuentra en los modelos de Copérnico el uso de las dos herramientas que son el lema de Urdi y la pareja al-Tusi sin demostración. También existen similitudes inquietantes, aparte del hecho de que los modelos de Copérnico son heliocéntricos a diferencia de los de la escuela de Maraghe, entre los modelos de Saturno, de Mercurio, y de la Luna para Copérnico e Ibn-al-Shatir. Tanto es así que muchos historiadores como Saliba y Ragep, especialistas de Copérnico como Swerdlow y Neugebauer están convencidos de que existió una influencia entre la escuela de Maraghe y Copérnico y sólo quedaría descubrir a través de qué medios. Otros historiadores, como M. di Bono, son más cautelosos, subrayan la ausencia de pruebas de transmisión directa y plantean la hipótesis de que Copérnico, trabajando en la misma dirección, con los mismos objetivos que los astrónomos de Maraghe, podría lógicamente encontrar las mismas herramientas para lograrlo.
Un tema de intenso debate en la escuela de Maraghe, y más tarde en los observatorios de Samarcanda y de Estambul, fue la posibilidad de la rotación de la Tierra. Al-Tusi afirmaba así que la observación por sí sola no permitía determinar si la Tierra estaba inmóvil o no, contrariamente a lo afirmado por Ptolomeo, pero finalmente resolvió considerarla inmóvil en virtud de un principio filosófico según el cual un movimiento de la tierra sólo podía ser rectilínea y no circular. Uno de sus discípulos, Qotb al-Din Chirazi, también se interesó en el problema. Planteó la hipótesis de que la Tierra en rotación también podría mover el aire a la misma velocidad, pero pensando que los objetos de diferentes pesos deberían tener diferentes velocidades y al no observar tal cosa en la realidad, se convenció de que la Tierra estaba inmóvil.
El trabajo sobre las tablas continuó con la edición de las Tablas Ilkhanianas de al-Tūsī que, sin embargo, no ofrecían nada nuevo en comparación con las otras tablas.

### SiglosXVyXVI
Se considera que este período estuvo marcado por el estancamiento: la práctica tradicional de la astronomía en el mundo musulmán siguió siendo fuerte, pero en comparación con siglos anteriores y especialmente con el mundo exterior, la innovación se agotó con bastante rapidez. Si bien para la mayoría de los investigadores ya no hubo ningún progreso significativo durante este período, algunos historiadores han argumentado recientemente que las innovaciones todavía se produjeron en el siglo XVI e incluso después.. En cualquier caso, después del siglo XVI, parece que el interés por la astronomía teórica se extinguió, mientras que por el contrario la práctica de la astronomía observacional según la tradición árabe siguió siendo apoyada en los tres imperios musulmanes de la pólvora: el Imperio otomano, los safávidas de Persia y el Imperio mogol en la India.

#### El movimiento de la Tierra

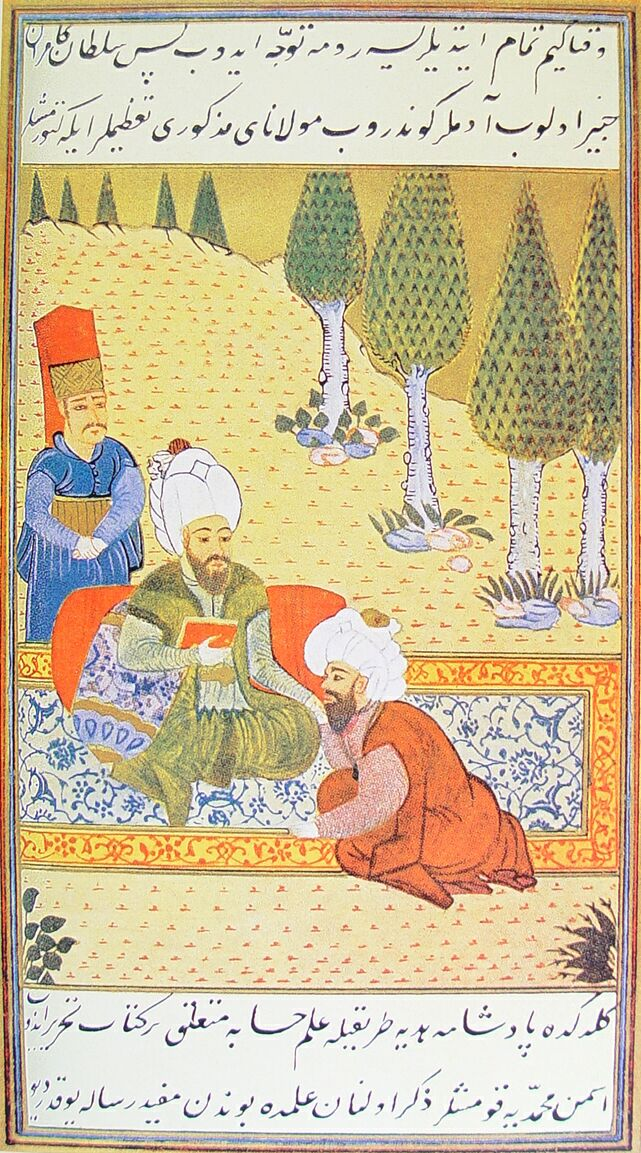
Ali al-Qushji (aquí presentando sus obras al Sultán Mehmed I) separó por completo la astronomía de la filosofía natural.

La obra de Ali Qushji (1403-1474), que vivió primero en Samarcanda y luego en Estambul, se considera un ejemplo de un renacimiento tardío de la astronomía árabe y se cree que puede haber tenido influencia en Nicolaus Copernicus debido a la similitud de los argumentos de los dos autores sobre la posibilidad de la Rotación de la Tierra. Antes de Ali Qushji, el único astrónomo que había presentado un argumento empírico a favor de la rotación de la Tierra había sido Nasir ad-Din at-Tusi (fallecido en 1274): se basó en el fenómeno de los cometas para refutar la tesis de Ptolomeo según la cual se puede demostrar mediante la sola observación que la Tierra está inmóvil. Al-Tusi, sin embargo, estuvo de acuerdo en que la Tierra estaba inmóvil al referirse a los argumentos de la filosofía natural del Tratado sobre el Cielo de Aristóteles. En el siglo XV, las oposiciones religiosas pusieron un freno a la influencia de la física y de la filosofía natural. Así, Al-Qushji, en su panfleto "Sobre el carácter supuestamente subordinado de la astronomía en relación con la filosofía", denunció la física de Aristóteles y tuvo que separar completamente la filosofía de la astronomía, para permitir que esta última floreciera como disciplina empírica y matemática. De este modo pudo examinar las alternativas al dogma aristotélico de la Tierra inmóvil. Desarrolló la tesis de al-Tusi y concluyó, basándose más en la experiencia empirismo que en la filosofía especulativa, que la teoría de una Tierra en movimiento era tan plausible como la de la Tierra estacionaria, y que era imposible discriminar empíricamente si una de estas dos tesis era verdadera.
En el siglo XVI, el debate sobre el movimiento de la Tierra fue relanzado por al-Birjandi} (fallecido en 1528) quien, preguntándose qué fenómenos deberían acompañar a la rotación de la Tierra, llegó a formular una hipótesis similar a la inercia de rotación de Galileo, que menciona (en respuesta a una objeción de Qutb al-Din al-Shirazi) con respecto a la siguiente observación: 

La roca, grande o pequeña, cae hacia la Tierra a lo largo de una línea perpendicular al plano ("sath") del horizonte; La experiencia ("tajriba") da testimonio de ello. Y esta perpendicular se desvía del punto de tangencia de la esfera de la Tierra y del plano del horizonte aparente ("hissi"). Este punto sigue el movimiento de la Tierra y por eso no hay diferencia en el punto de caída de las dos rocas
Le rocher, grand ou petit, tombe vers la Terre selon une ligne perpendiculaire au plan (sath) de l’horizon ; l'expérience (tajriba) en témoigne. Et cette perpendiculaire s'écarte du point de tangence de la sphère de la Terre et du plan de l’horizon apparent (hissi). Ce point suit le mouvement de la Terre et c'est pourquoi il n'y a pas de différence quant au point de chute des deux rochers

#### Astronomía teórica
Se pensaba hasta finales del siglo XX que el progreso de los astrónomos árabes en la teoría de los planetas había terminado con el trabajo de Ibn al-Shatir en el siglo XIV, pero nuevas investigaciones han arrojado luz sobre los notables descubrimientos realizados hasta el siglo XVI, en particular a raíz del trabajo de George Saliba sobre Shams al-Din al -Khafri (m. 1550), un glosador safávida de los escritos de los astrónomos de Maraghe. Saliba escribe sobre al-Khafri: 

A través de su clara percepción del papel de las matemáticas en la descripción de los fenómenos naturales, este astrónomo logró llevar la tradición Hay'a a alturas sin igual en otros lugares, tanto a nivel matemático como astronómico. La búsqueda de modelos matemáticos capaces de suplantar al de Ptolomeo, y el examen de los trabajos de sus predecesores, todos en busca de un modelo matemático unificado capaz de dar cuenta de todos los fenómenos físicos, le llevaron a concluir que todo modelado matemático no tiene ningún significado físico. en sí mismo, y que es sólo un lenguaje entre otros para describir la realidad física. También se convenció de que los fenómenos descritos por los modelos ptolemaicos no admiten una solución matemática única sujeta a las mismas limitaciones; que por el contrario existen varios modelos matemáticos capaces de dar cuenta de las observaciones de Ptolomeo; que llegan a las mismas predicciones sobre los puntos críticos que Ptolomeo había conservado para construir sus propios modelos (y que por tanto no dan cuenta de las observaciones mejor que Ptolomeo) respetando las condiciones impuestas por la cosmología aristotélica, admitidas por los autores. de la tradición hay'a.
Par sa perception claire du rôle des mathématiques dans la description des phénomènes naturels, cet astronome réussit à porter la tradition hay’a à des sommets inégalés ailleurs, au plan mathématique comme au plan astronomique. La recherche de modèles mathématiques pouvant supplanter celui de Ptolémée, et l'examen des œuvres de ses prédécesseurs tous en quête d'un modèle mathématique unifié à même de rendre compte de tous les phénomènes physiques, lui firent conclure que toute modélisation mathématique n’a pas par elle-même de sens physique, et qu’elle n’est qu'un langage parmi d'autres pour décrire la réalité physique. Il se persuada également que les phénomènes décrits par les modèles ptoléméens n’admettent pas de solution mathématique unique soumise aux mêmes contraintes ; qu’au contraire il existe plusieurs modèles mathématiques capables de rendre compte des observations de Ptolémée ; qu’ils aboutissent aux mêmes prévisions sur les points critiques que Ptolémée avait retenus pour construire ses propres modèles (et qu’ainsi ils ne rendent pas mieux compte des observations que Ptolémée) tout en respectant les conditions imposées par la cosmologie aristotélicienne, admise par les auteurs de la tradition hay’a.
«Arabic versus Greek Astronomy: A Debate over the Foundations of Science», Saliba (2000)

Ali al-Qushji también mejoró el modelo planetario de al-Tusi y propuso una alternativa al modelo de la órbita de Mercurio.

## Intercambios y extensiones

### China
Bajo la dinastía Yuan, los astrónomos musulmanes fueron llevados a China para perfeccionar el calendario y enriquecer su astronomía. Durante el reinado de Kublai Kan (r. 1271-1294), los iraníes fueron a construir un observatorio y un instituto de estudios astronómicos en Beijing. Un astrónomo persa, Djamal ad-Din, ofreció en 1267 a Kublai Kan un cofre de siete instrumentos astronómicos, que incluía una esfera celeste y una esfera armilar. También se sabe que varios astrónomos chinos trabajaron en el observatorio de Maraghe, en Persia. Según Benno van Dalen, sin embargo, la influencia directa de la astronomía árabe en la astronomía china parece haber sido limitada.

### Imperio otomano

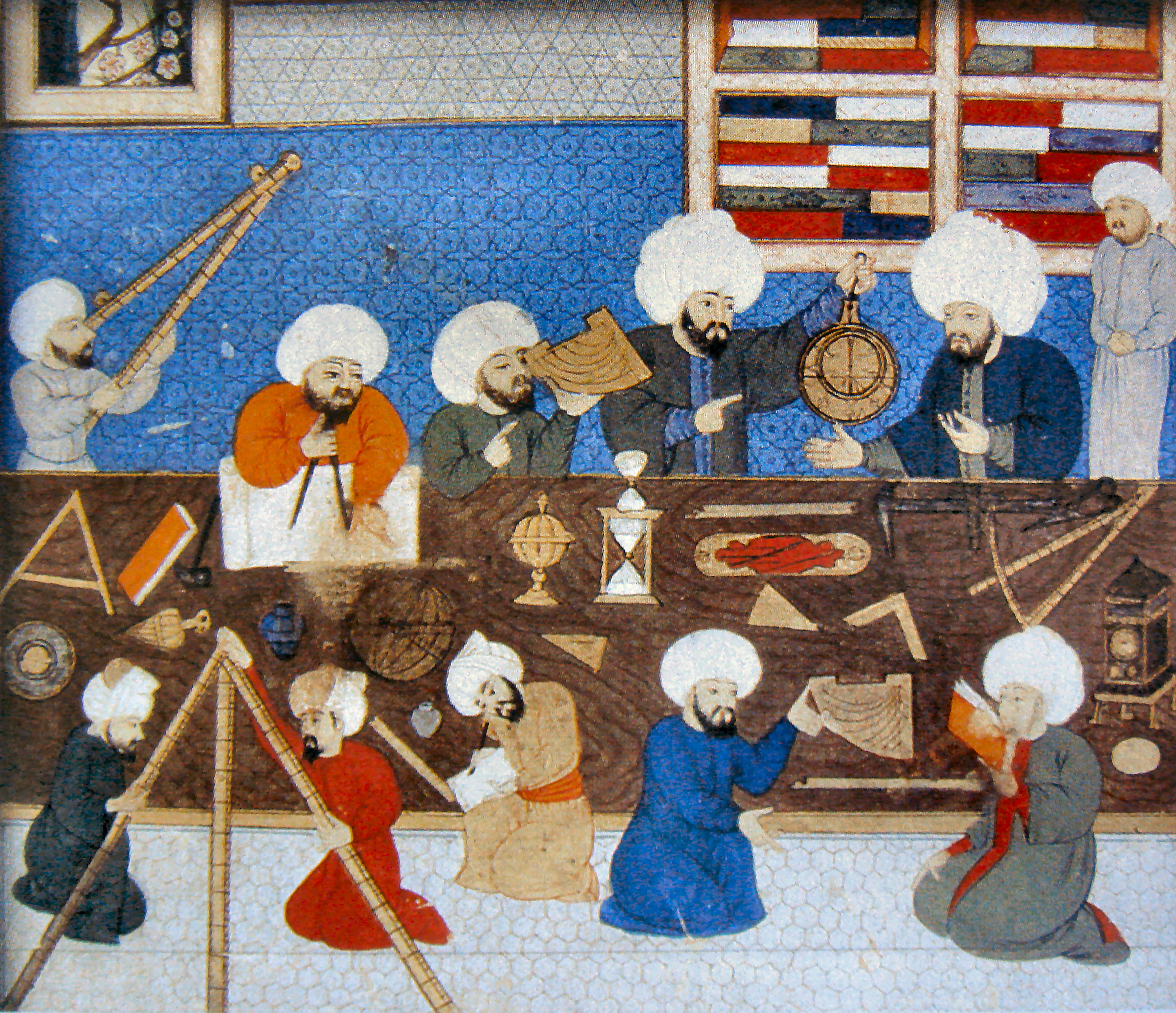
Taqi Al-Din y astrónomos en su observatorio - Miniatura anónima de 1581

Un astrónomo musulmán célebre del siglo XVI en el Imperio otomano, Taqi al-Din (1526-1585) hizo construir el Observatorio de Estambul en 1577, donde pudo observar el cielo hasta 1580. Dibujó cartas y elaboró tablas lamentablemente incompletas al-Zīj al-Shāhinshāhī, en las que las características de la órbita aparente del sol son más precisas que las de Nicolas Copernico y Tycho Brahe. Al-Din también contribuyó al desarrollo de la escritura en fracciones decimales usándola en sus obras, particularmente en sus tablas trigonométricas Kharīdat al-Durar (o Perla Intacta). Entre 1556 y 1580 también inventó numerosos instrumentos astronómicos, incluidos relojes astronómicos muy precisos. 
Tras la destrucción del observatorio de Estambul por orden del sultán Murad III (1574-1595) en 1580, la actividad astronómica se estancó en el Imperio otomano, hasta la introducción de la Revolución copernicana en 1660, con la traducción al árabe del erudito otomano Ibrahim Efendi al-Zigetvari Tezkireci de la Nueva Teoría de los planetas de Noël Duret (publicada en 1635).

### India
La astronomía india conoció la astronomía árabe en el siglo XI durante la invasión de su territorio desde el noroeste pero su asimilación por la cultura hindú fue lenta. Así, el primer tratado sobre el astrolabio data de 1370, escrito por Mahendra Suri. En la India se copiaron tablas de fuera de las fronteras. A mediados del siglo XVI, el florecimiento del Imperio mogol atrajo a un gran número de eruditos que trajeron consigo escritos astronómicos en persa y en árabe. Las observaciones se llevaron a cabo en suelo indio, pero de forma individual y desorganizada, y no se construyó ningún observatorio astronómico durante el período mogol. Sin embargo, durante el reinado de Akbar (r. 1556-1605) y luego el de Sha Jahan (r. 1628-1658) destacó la creación de tablas que actualizaban las Tablas sultanianas de Ulugh Beg y el interés de Humayun por la astronomía era evidente. Se informa que él mismo llevó a cabo sus propias observaciones y previó la construcción de un gran observatorio. Bajo su reinado, se desarrolló en Lahore un gran centro para la construcción de instrumentos (astrolabios, esferas celestes) que duró hasta el siglo XIX. Se ve la aparición, a partir del siglo XVII, en textos en sánscrito, de términos astrológicos árabes o persas y elementos de tablas astronómicas árabes.
Después de la decadencia del Imperio mogol, fue un rey hindú, Jai Singh II de Ámbar, quien se comprometió a revivir la tradición astronómica árabe en su reino. A principios del siglo XVIII, construyó varios observatorios grandes, incluido el de Yantra Mandir. Hizo construir allí instrumentos de observación muy grandes de mampostería y piedra, algunos de los cuales fueron innovaciones del propio Jai Singh. Su principal objetivo era la observación del Sol y de la Luna y la actualización de las tablas sultanianas. En estos observatorios trabajaron astrónomos indios, astrónomos árabes, y también astrónomos jesuitas europeos. Curioso por descubrir la astronomía europea, Jai Singh incluso financió una expedición a Europa (1727-1730), pero la delegación no le trajo de Portugal ni las medidas de Tycho Brahe, ni las teorías de  Nicolás Copérnico  o Isaac Newton, sino sólo las tablas de Philippe de La Hire que databan del siglo anterior y en las que Jai Singh notó algunos errores. Las tablas que produjo, dedicadas al emperador Muhammad Shâh (r. 1719 -1748) y conocidas con el nombre Zīj-i Muhammad Shāhī, fueron utilizadas durante casi 150 años.

### Occidente medieval

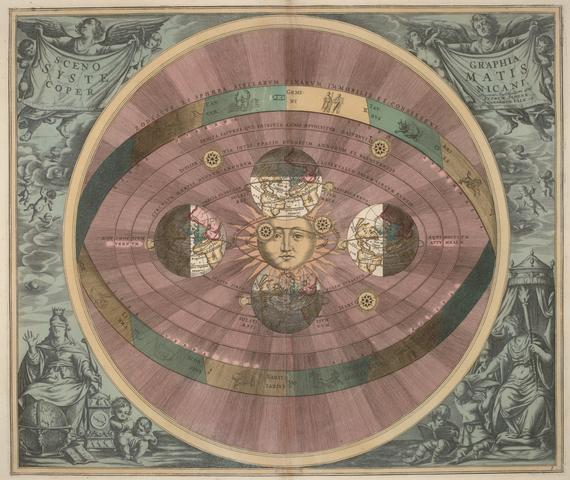
Modelo heliocéntrico atribuido a Nicolás Copérnico.

El Occidente medieval tomó conocimiento de la astronomía árabe a través de su contacto con al-Ándalus y Sicilia, y a través de traducciones de obras árabes al latín y al hebreo. Desde finales del siglo IX, el uso y descripción de los instrumentos árabes, y en particular del astrolabio, fueron conocidos en el mundo occidental a través de traducciones de tratados sobre ellos (Llobet de Barcelona, Gerbert d'Aurillac, Hermann el cojo).
Una segunda ola de traducciones en el siglo XII hizo posible introducir las tablas y la astronomía teórica en el mundo occidental. el Almagesto fue traducido del árabe al latín en 1143 por Herman el Dálmata, las tablas de Al-Juarismi alrededor de 1126 por Adelardo de Bath, las de al-Battani (o Albatenius) de Robert de Chester. Pero se trata sobre todo de las obras de al-Zarqalluh (o Azarchel), utilizadas por Raimundo de Marsella antes de 1141 y luego traducidas por Gerardo de Cremona, bajo el nombre de  Tablas de Toledo, las que tuvieron una gran influencia en el mundo occidental hasta que fueron reemplazadas por las Tablas alfonsinas. Gracias a ellas, el mundo latino medieval tomó conciencia de que las tablas requerían constantes correcciones y de que el modelo ptolemaico era imperfecto. También se encontraba un ejemplar del Liber de Motu atribuido a Thabit ibn Qurra que explicaba el fenómeno de oscilación de los equinoccios. Un nuevo tipo de textos astronómicos, Theoricae planetarum, inspirados en las obras de al-Farghani (o Alfraganus), Al-Juarismii y Thabit ibn Qurra vieron la luz en el siglo XII y XIII. Entre estos se pueden citar la Theorica planetarum Gerardi y especialmente la Theorica planetarum de Campanus de Novara que fue estudiada en las universidades hasta el siglo XIV.
En el siglo XIII las traducciones, realizadas por Miguel Escoto, de las obras de Ibn-Rusd (o Averroes) abrieron el camino a un cuestionamiento de los fundamentos de la astronomía. Destacaron el racionalismo que estaba surgiendo en la ciencia árabe, este racionalismo entraba en conflicto con el pensamiento de Agustín de Hipona y favoreció una renovación en las escuelas de pensamiento incluyendo a Tomás de Aquino y Siger de Brabante fueron representantes. El modelo de al-Bitruji (o Alpetragius) fue analizado, criticado y luego rechazado en favor de una teoría planetaria más ptolemaica resultante de una obra atribuida a Ibn al-Haytham (o Alhazen). Apoyada por Roger Bacon, esta teoría planetaria tuvo numerosos defensores entre los que se encontraba George Peurbach cuya Theorica novae planetarum publicada en 1454 sirvió de referencia hasta  Tycho Brahe.
El gran mérito de Nicolás Copérnico es haber simplificado enormemente, con su modelo heliocéntrico, los modelos planetarios. Se dio cuenta de las obras de al-Battani y Azarchel a través del Epitome in Almagestum Ptolemae iniciado por George Peurbach y completado por Regiomontanus. Fue en esos escritos en los que se inspiró para resolver los problemas de las irregularidades en el movimiento de la Tierra y de los planetas (variación de la excentricidad, temblor de los equinoccios, variación de latitud…). En cuanto a la influencia que habría tenido la escuela de Maraghe en sus modelos planetarios, todavía está en estudio.
Se puede fechar el fin de la influencia de la astronomía árabe en el Occidente latino con la publicación de De revolutionibus [Sobre las revoluciones de las esferas celestes] de Copérnico en 1543. Las observaciones de Tycho Brahe dejaron obsoletas todas las tablas anteriores. Todos los rastros del sistema ptolemaico desaparecieron con el modelo planetario propuesto por Johannes Kepler.

### Los nombres de las estrellas
Los nombres de estrellas tradicionales de los idiomas europeos todavía se utilizan ampliamente, aunque en competencia con el sistema de designación de Bayer, pero muchos de estos nombres provienen de transcripciones del árabe realizadas en la Edad Media. Sin embargo, menos de un tercio de ellos son originarios de la península arábiga y los demás son griegos o de Oriente Medio. Aunque el origen no siempre es fácil de reconstruir, porque esos nombres a veces se transcribieron muy mal del árabe al latín y, en algunos casos, de manera dispar. Las letras podrían haberse confundido, algunos estudiosos como Johann Bayer o Joseph Scaliger a veces no dudaron en distorsionar los nombres, para atenerse mejor a una etimología errónea que creían reconstituir, y se cometieron errores de atribución. Los nombres mismos pueden hacer referencia al de las constelaciones. Estos y sus nombres fueron transmitidos por los griegos, pero a menudo eran de origen mucho más antiguo, heredados de los sumerios y sus sucesores acadios y babilonios. Tanto la tradición astronómica griega como la tradición árabe preislámica fueron influenciadas por la de los pueblos de la antigua Mesopotamia. Incluso si no hubo contacto entre griegos y árabes antes del período islámico, se pueden observar similitudes en los nombres, que sólo atestiguan raíces comunes.
Junto a los nombres de estrellas cuyo origen es directamente grecolatino, es posible distinguir un gran grupo que se transcriben del árabe, siendo estos nombres árabes traducciones de los nombres griegos del Almagesto de Ptolomeo. Las estrellas a menudo reciben su nombre en referencia a una parte de su constelación, como Deneb de Dhanab ad- Dajājah, la cola de gallina, un término encontrado para varias otras estrellas como Deneb Algedi (δ Capricorni), la cola de la cabra. También se tiene Alpheratz o Sirrah (α Andromedae), el ombligo del caballo, y muchos otros.
Sin embargo, otras estrellas tienen un nombre cuyo origen árabe precede a las traducciones de Ptolomeo y a la influencia griega, así Vega, al-nasr al-wāqiʾ (el águila o el buitre) buceando, Altaïr al-nasr al-taʾir, (el águila o buitre) en vuelo), Aldebaran, el seguidor (de las Pléyades), Betelgeuse, originalmente yad al-jawzāʾ, la mano de Orión, y cuya mala transcripción (una b por una y) se ve reforzada por una reconstrucción etimológica inventada por Scaliger, y también muchos otros

## Observatorios
La observación de las estrellas en el mundo árabe medieval adoptó muchas formas. Algunas fueron obra de individuos equipados con algunos instrumentos, se habla entonces de observatorios privados. Otras se llevaron a cabo en el marco de un programa de estudios, financiado por un príncipe y que comportaba un equipo y un director. Tal estructura es, según Aydin Sayill, un producto de la cultura islámica. Las observaciones se realizaron a simple vista y los instrumentos utilizados en los primeros tiempos eran similares a los de Ptolomeo, por lo que no requirieron una construcción permanente. Poco a poco, a medida que aumentaba el tamaño de los instrumentos, se hizo sentir la necesidad de construir edificios específicos.

### Primeros observatorios
Las observaciones astronómicas comenzaron ya en el siglo VIII ya que Ibn Yunus informó de la existencia de tales observaciones en Gundishapur antes de 790 pero el primer programa de observación fue el financiado por el califa Al-Ma'mūn (r. 813-833) al final de su reinado (hacia 830). Fueron llevados a cabo en Bagdad en el distrito de Shammāsiyya y en el monte Qāsīyūn, cerca de Damasco. Poco se sabe sobre estos dos observatorios excepto que tenían directores de investigación, un equipo de astrónomos y que utilizaban grandes instrumentos. No se menciona la construcción de edificios específicos.
En el siglo X, la dinastía búyida fomentó grandes proyectos, utilizando aparatos de gran tamaño que requerían la construcción de edificios permanentes: en Rayy bajo el reinado de Fahkr al-Dawla (r. 976-980 y 983-984) donde el astrónomo y matemático persa al-Khujandi (940-1000) hizo un gran sextante para observaciones solares; en Isfahán, donde el astrónomo de origen persa al-Sufi (903-986) observó las estrellas fijas; en Bagdad, en el palacio real del emir Sharaf ad-Dawla Chirzil (r. 983-989), donde los astrónomos al-Quhi y Abu'l-Wafa (940-998) llevaron a cabo un programa de observaciones de estrellas. Aquí aparecen tres componentes: edificios, programa y equipo.
En el siglo XI, el sultán selyúcida Malik Shah I (r. 1072-1092).estableció un gran observatorio, sin duda en Isfahán que funcionó durante 18 años. Fue allí donde Omar Khayyam y sus colaboradores construyeron sus tablas y promulgaron el calendario solar persa, también llamado calendario jalali.
En paralelo a estas observaciones institucionales, las observaciones privadas también fueron muy numerosas en Bagdad, Damasco, Samarra, Nishapur, Raqqa, donde Al-Battani observó las estrellas durante treinta años y en (Ibn Yunus). En el Occidente musulmán no hay rastros de un programa de observaciones continuadas, sólo parecen existir observatorios privados (al-Majriti y Al-Zarqalluh) y parece que se utilizó la Torre Giralda de Sevilla.

### Observatorios del final de la Edad Media

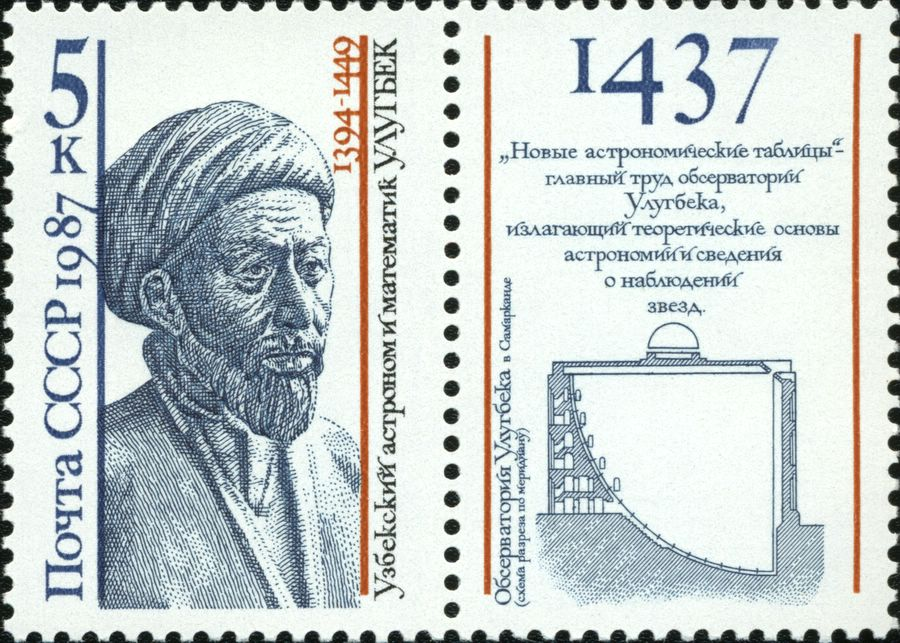
Homenaje a Ulugh Beg, fundador de un gran observatorio en Samarcanda, en este sello de Correos soviéticos.

Los observatorios más reputados, sin embargo, no se establecieron hasta principios del siglo XIII. En 1259, Hulagu (r. 1256-1265), kan del Ilkanato, financió la construcción del Observatorio Maraghe y al-Tusi fue su primer director. Este observatorio se benefició de sus propios ingresos para su mantenimiento y sobrevivió así a la muerte de Houlagou Khan. Además de los edificios de observación y los diversos instrumentos, incluía una gran biblioteca y una fundición para los instrumentos de cobre. Allí acudieron algunos de los mejores astrónomos de la época, y su colaboración condujo a lo largo de 50 años a importantes modificaciones sucesivas del modelo de Ptolomeo. Las observaciones de al-Tusi y de su equipo quedaron recogidas por escrito en las tablas tituladas Zij-i Ilkhani. Se tienen restos de su actividad hasta 1316. Sirvió de modelo para los grandes observatorios posteriores.
Entre estos se contaba el gran observatorio astronómico de Ulugh Beg de Samarcanda construido en 1420 por el príncipe Ulugh Beg, el mismo astrónomo y matemático, donde trabajó Al-Kashi, el gran observatorio de Estambul de Estambul construido por el científico Taqi al-Din en 1577 y los observatorios del príncipe Jai Singh II (r. 1727-1743) en la India en el siglo XVII incluido el Jantar Mantar.

## Instrumentos
El material astronómico utilizado por el mundo árabe medieval procedía en su mayor parte de la astronomía griega en la que se encuentran referencias a la esfera armilar, los anillos equinocciales o meridianos, las reglas paralácticas, el cuadrante mural, la esfera celeste, los relojes de sol, los ecuatorios. El mundo musulmán tomó conciencia de elloa a través de tratados, pero probablemente también a través de una tradición de fabricantes de instrumentos.
El conocimiento actual de los instrumentos utilizados o fabricados por los astrónomos musulmanes de la Edad Media proviene esencialmente de dos fuentes: por un lado, los instrumentos conservados en colecciones privadas y museos, y, por otro, de las copias de tratados y manuscritos de la Edad Media que se han conservado. 
Los musulmanes, mientras perfeccionaban los instrumentos de los griegos y caldeos añadiendo nuevas escalas, inventaron un arsenal de variaciones de estas herramientas de observación. Muchos de esos instrumentos fueron imaginados o construidos para necesidades del culto, como determinar la qibla (dirección de La Meca) o el tiempo de los salat, o para la astrología.

### Astrolabios

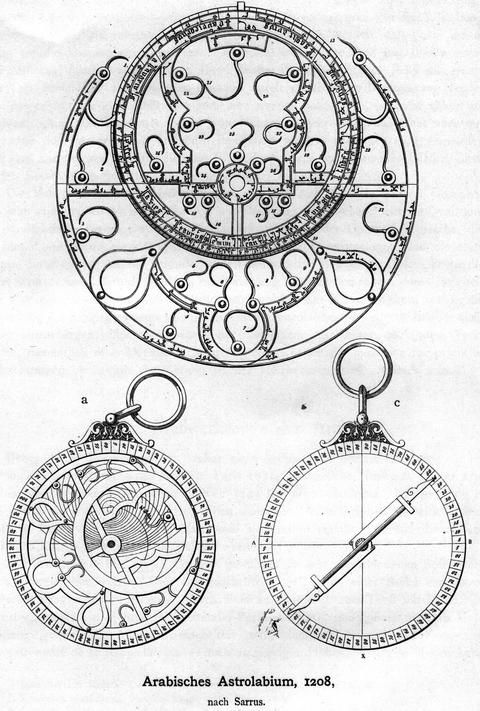
Un astrolabio árabe de 1208.

El astrolabio es el instrumento emblemático de la astronomía árabe. Su nombre asturlab es una arabización de la palabra griega astrolabon, que recuerda el origen griego de este instrumento pero fue el mundo árabe medieval el que popularizó su uso a la vez que lo modernizó. El astrolabio más antiguo aún presente en el siglo XXI data de finales del siglo VIII o principios del siglo IX, pero las crónicas árabes atribuyen a al-Fazari la construcción de los primeros astrolabios en el mundo musulmán e indican que estos primeros instrumentos se fabricaron en la ciudad de Harran antes de que su construcción se extendiera por todo el mundo musulmán. Fabricados en su mayoría de latón, requerían el trabajo de artesanos expertos y eran relativamente caros. Ser capaz de fabricar tales instrumentos les otorgaba tal prestigio que esos artesanos en ocasiones añadían a su nombre el sobrenombre de al-Asturlabi (fabricante de astrolabios).
Este instrumento, basado en el principio de la proyección de la esfera celeste y de la trayectoria del Sol, permitía entre otras cosas, determinar la hora local midiendo la altura de una estrella, medir la altura de un edificio, determinar la hora de salida o de puesta de las estrellas, etc. Había una gran variedad.
El astrolabio planisférico simple sólo podía utilizarse en una latitud específica. El añadido de placas o tímpanos adicionales permitió su uso en otras latitudes. El reverso del astrolabio se utilizó para presentar otras herramientas (cuadrante de seno, indicador de Qibla, cuadrado de sombra, calendario solar y lunar, ecuador, etc.). Podían figurar en él los tiempos de oración, información astrológica, la madre (debajo de los tímpanos) también podría incluir información como la longitud y latitud de un determinado número de ciudades.
El astrolabio universal podía utilizarse en varias latitudes. Requería que las proyecciones se hiciesen según un plan especial. El principio parece haber surgido por primera vez en un tratado de al-Biruni, pero se trata de dos astrónomos de Toledo, Ali Ibn Khalaf y al-Zarqalluh (Azarchel) quienes fueron los creadores de los primeros modelos del siglo XI. Ibn Khalaf fue el creador del instrumento conocido en Occidente latino como «Lamina universelle» y al-Zarqalluh el creador de los instrumentos conocidos bajo el nombre latino de "Saphae" (Safiha shakkaziyya o Safiha al-zarqalliyya).
El astrolabio esférico parece ser una invención árabe, pero habría tenido un papel más como objeto de demostración que como objeto utilitario. Era conocido en el mundo árabe al menos ya desde el siglo X.
También existía una gran tradición de investigación e invención en materia de astrolabios. Muchos de ellos aparecen sólo en tratados y no parecen haber dado lugar a fabricación alguna o al menos su uso fue muy limitado. Se pueden citar así el astrolabio«melon» que corresponde a una proyección que pasa por un polo, el astrolabio creado según una proyección ortogonal, el astrolabio construido sobre el principio de que la Tierra gira sobre sí misma, imaginado, según al-Biruni, por Al-Sijzi, el astrolabio lineal o bastón de al-Tusi.

Astrolabios
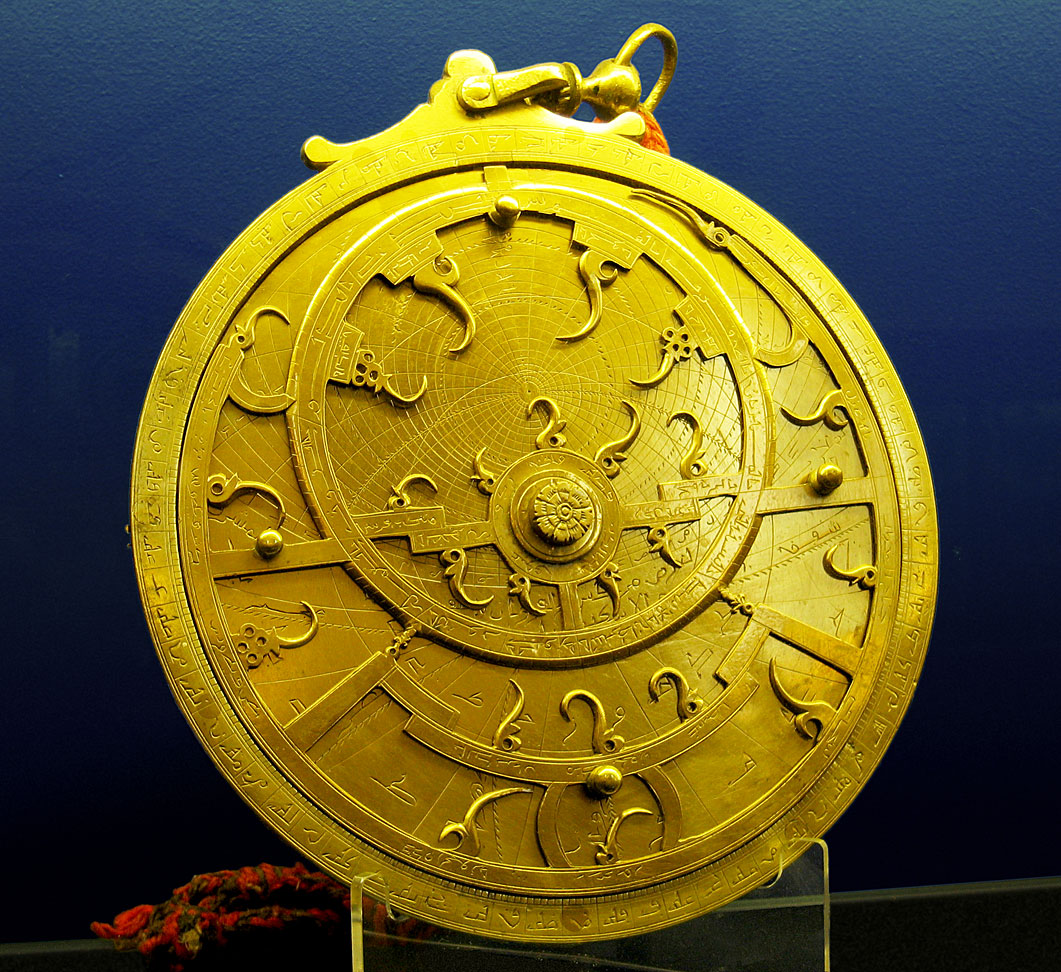
Un astrolabio persa del siglo XVIII, conservado en el Museo Whipple de Historia de la Ciencia, en Cambridge
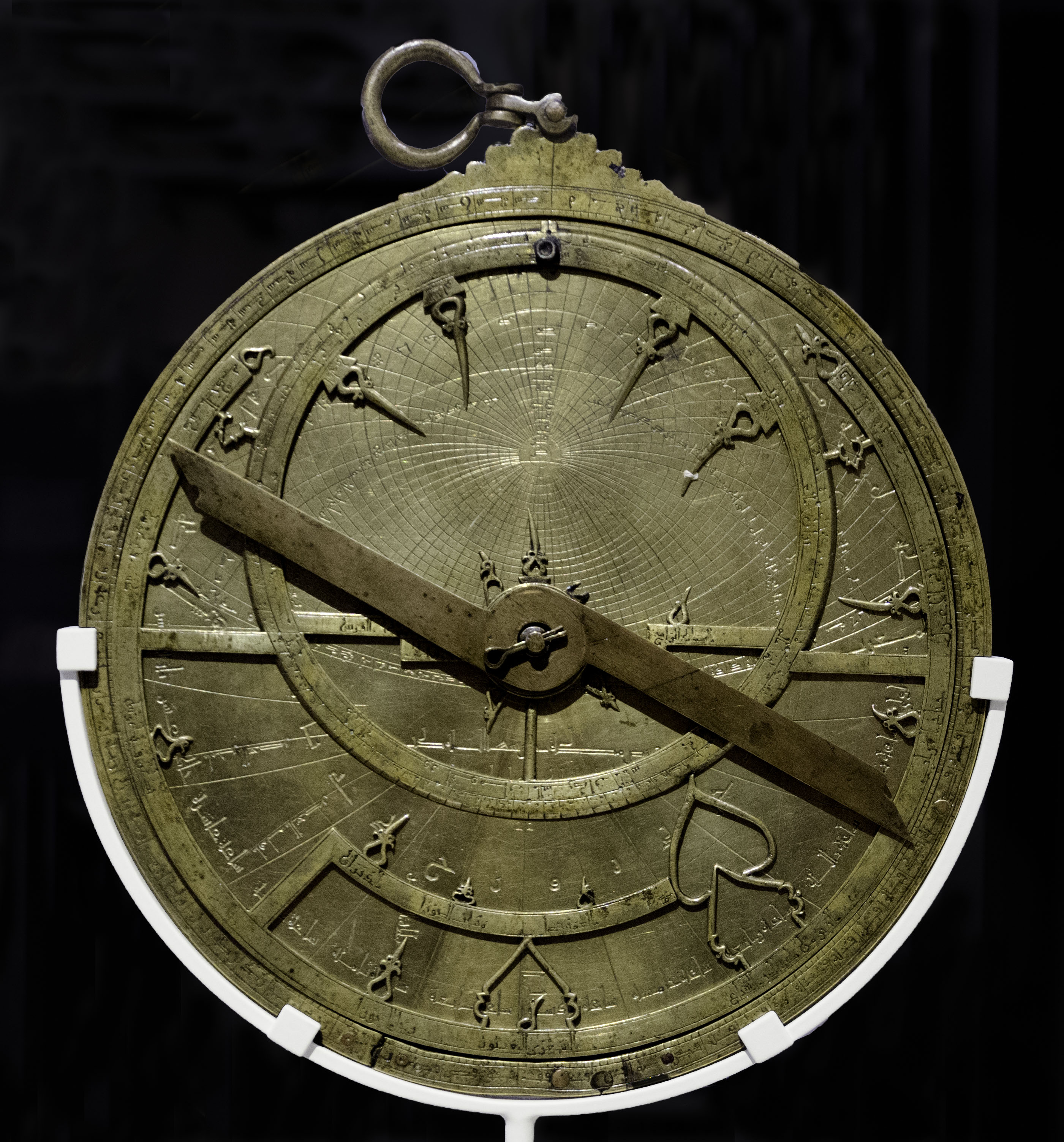
Astrolabio construido por el matemático Ibrahim ibn Sa'id al-Shali (Toledo-1067) - Museo Arqueológico Nacional, Madrid.
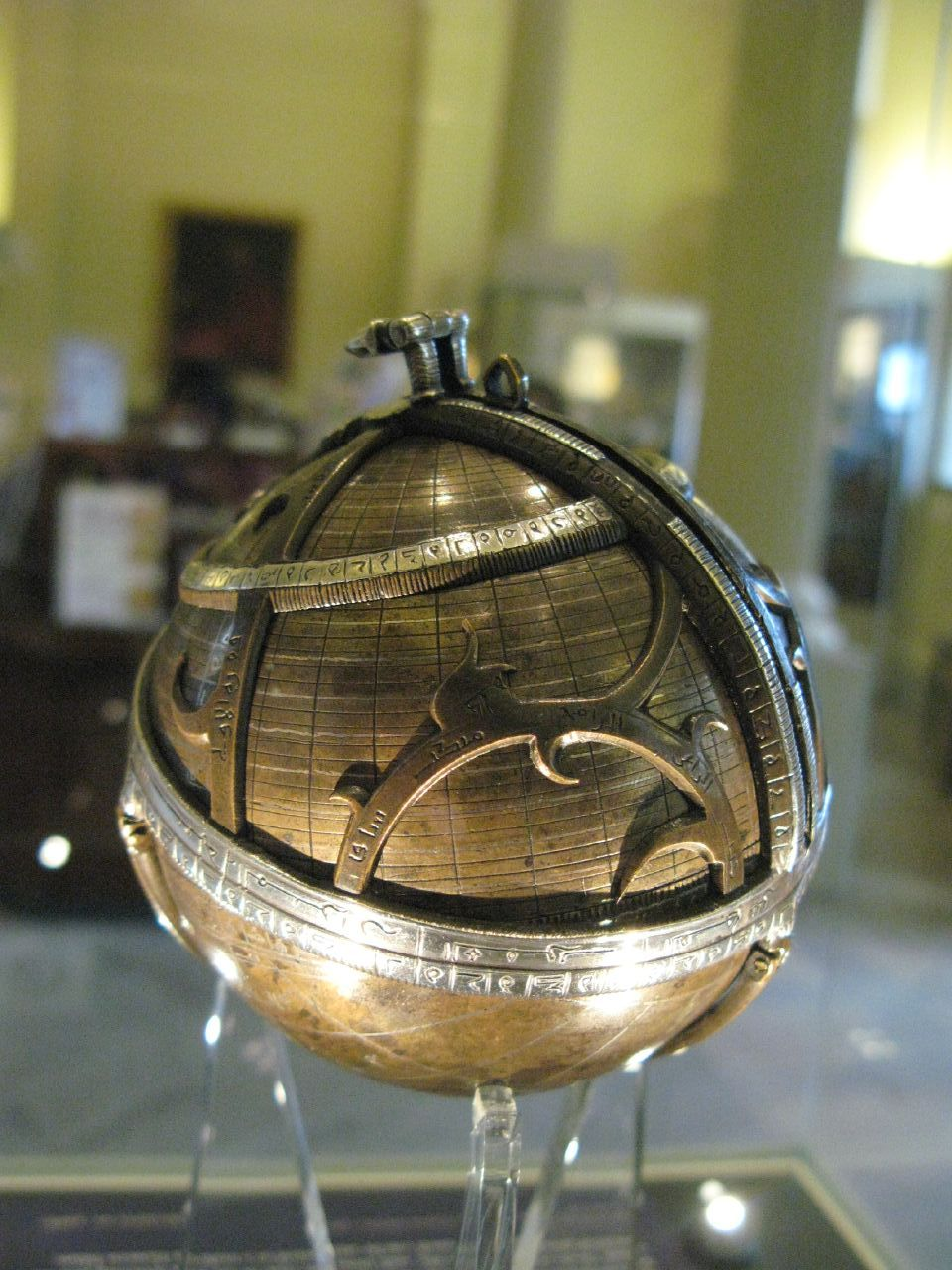
Astrolabio esférico (885H/1480-81) - Museo de Oxford
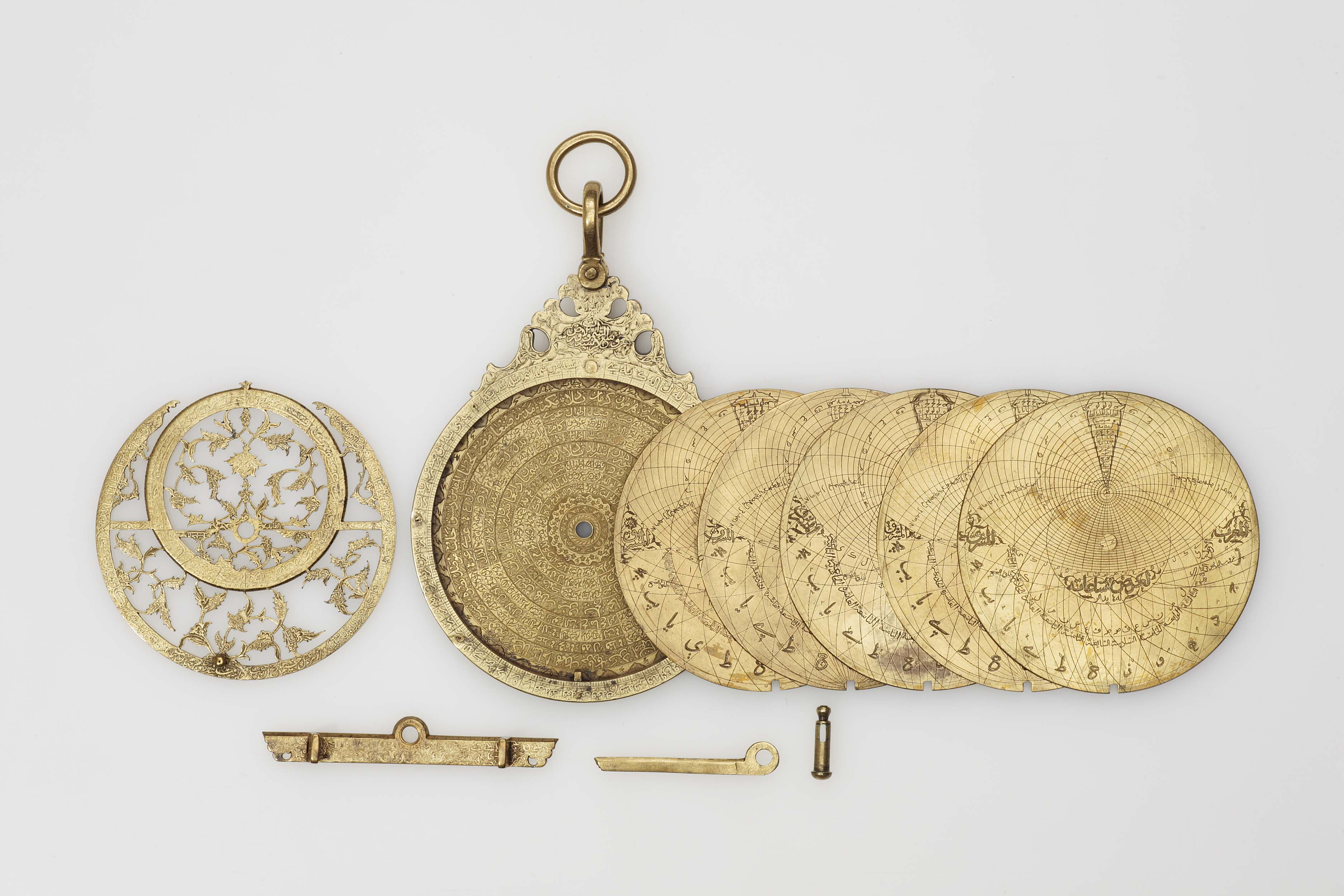
Astrolabio de mediados del siglo XVII con versos coránicos y poesía persa, así como información técnica, con cinco placas intercambiables correspondientes a las latitudes de las principales ciudades.

### Cuadrantes

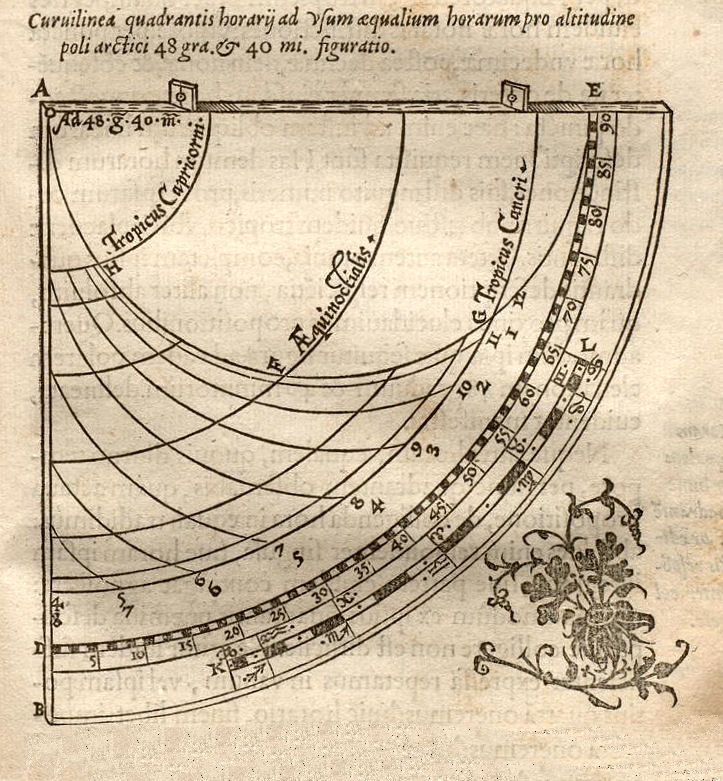
Cuadrante horario de horas iguales

Bajo este término se reagrupan una gran cantidad de instrumentos en forma de cuarto de círculo. Junto al cuadrante mural de la astronomía griega se encuentran numerosos instrumentos portátiles desarrollados por el mundo árabe. 
El cuadrante simple fue un instrumento de observación que se utilizaba para determinar la altura de un astro: cuando el borde del cuadrante estaba alineado con el astro, la plomada permitía determinar su altura. En la placa de un cuarto de círculo se puede grabar un sistema de líneas que transforma el instrumento en un nomograma.
El cuadrante de senos tiene una placa grabada con líneas trigonométricas (cuadrículas que facilitan la lectura del seno y el coseno de una serie de ángulos). Aparece a principios del siglo IX y se atribuye su invención a Al-Juarismi. Permitía resolver problemas trigonométricos como encontrar la Qibla.
El cuadrante horario simple tiene un sistema de líneas grabadas para determinar la hora estacional o la hora regular a una latitud determinada en función de la altura del sol. Una manipulación de la plomada permitía tener en cuenta la fecha de observación. Este instrumento, basado en propiedades trigonométricas, es un invento de principios del siglo IXI en Bagdad. 
El cuadrante horario universal permitía determinar la hora estacional en cualquier latitud. Se encuentra, en un manuscrito del siglo IX, la descripción de un cuadrante universal de cursor que sería el antepasado del quadrans vetus latino.
El cuadrante-astrolabio tiene una proyección estereográfica de círculos de igual altura (almicantaratas). El origen de estos cuadrantes es oscuro, pero hay mención de ellos en un manuscrito de siglo XII. Estos cuadrantes-astrolabios fáciles de construir (estaban hechos de madera recubierta de papel) fueron muy populares desde el siglo XIV y tendieron a reemplazar al astrolabio en la mayor parte del mundo árabe desde el siglo XVI.

### Esferas armilares y globos celestes

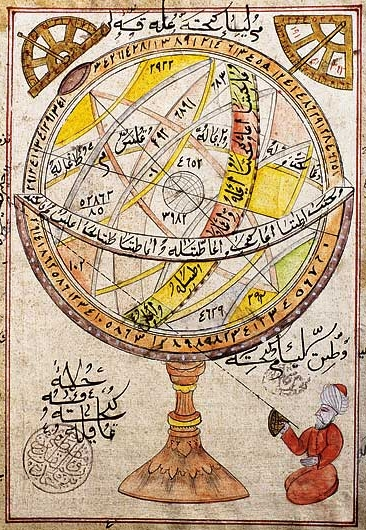
Representación otomana de una esfera armilar del. Librairie universitaire d'Istanbul.

La esfera armilar y el globo celeste eran mecanismos analógicos esféricos que permitían determinar la posición de las estrellas y del sol según las épocas del año. También servían para resolver problemas de astronomía esférica. La altitud del Sol, o la ascensión recta y la declinación de las estrellas se pueden calcular con ellos ingresando la ubicación del observador en el anillo de meridianos del globo. Para poder utilizarlos en observaciones astronómicas, tenían que ser de gran tamaño. El orientalista británico e historiador de la astronomía David King informa de la descripción de una esfera armilar tan grande que un jinete a caballo podía atravesarla. Hoy en día se conservan 126 instrumentos de este tipo en todo el mundo siendo el más antiguo del siglo XI. Los globos celestes se construían en metal (oro, plata, cobre, latón), en piedra, cobre o madera cubierta con pergamino, pero la mayoría de los que han sobrevivido hasta el siglo XX están hechos de latón. El más antiguo data de 1085 y mide 21 cm de diámetro. Según Sophie Makariou, directora del departamento de Artes del Islam del Museo del Louvre el globo que exhibe el museo (ver imagen) es el globo más antiguo conocido de la parte oriental del mundo islámico, los dos globos anteriores probablemente se habrían hecho en Valencia al final del siglo XI.
Un astrónomo musulmán que trabajó en globos celestes fue Abd al-Rahman al-Sufi (n. 903), cuyo tratado el Libro de las estrellas fijas describe cómo dibujar las imágenes de las constelaciones en el globo terráqueo, así como cómo utilizar el globo celeste. Presenta así las constelaciones bajo dos aspectos simétricos, vistas del cielo y vistas en una esfera celeste. Se ha informado que este libro estaba asociado con un gran globo celeste en plata destinado al emir Adud al-Dawla (r. 949-983).
Sin embargo, fue en Irak en el siglo X donde el astrónomo Al-Battani estaba trabajando en globos celestes para registrar datos celestes. Esto era diferente porque, hasta entonces, el uso habitual de un globo celeste era el de instrumento de observación. El tratado de Al-Battani describe en detalle las coordenadas para trazar 1022 estrellas, así como cómo debían marcarse esas estrellas.
El plano inicial de un globo celeste portátil para medir las coordenadas celestes provino del astrónomo musulmán hispano Jabir ibn Aflah (m. 1145). Los globos celestes más pequeños sirvieron más como una guía para la identificación de estrellas y se utilizaban en asociación con un tratado sobre las estrellas. 
La esfera armilar tenía aplicaciones similares. No sobrevive ninguna esfera armilar islámica temprana, pero se escribieron varios tratados sobre «el instrumento de los anillos». En este contexto también hay una evolución islámica, el astrolabio esférico, del que sólo se conserva un instrumento completo, del siglo XIV.

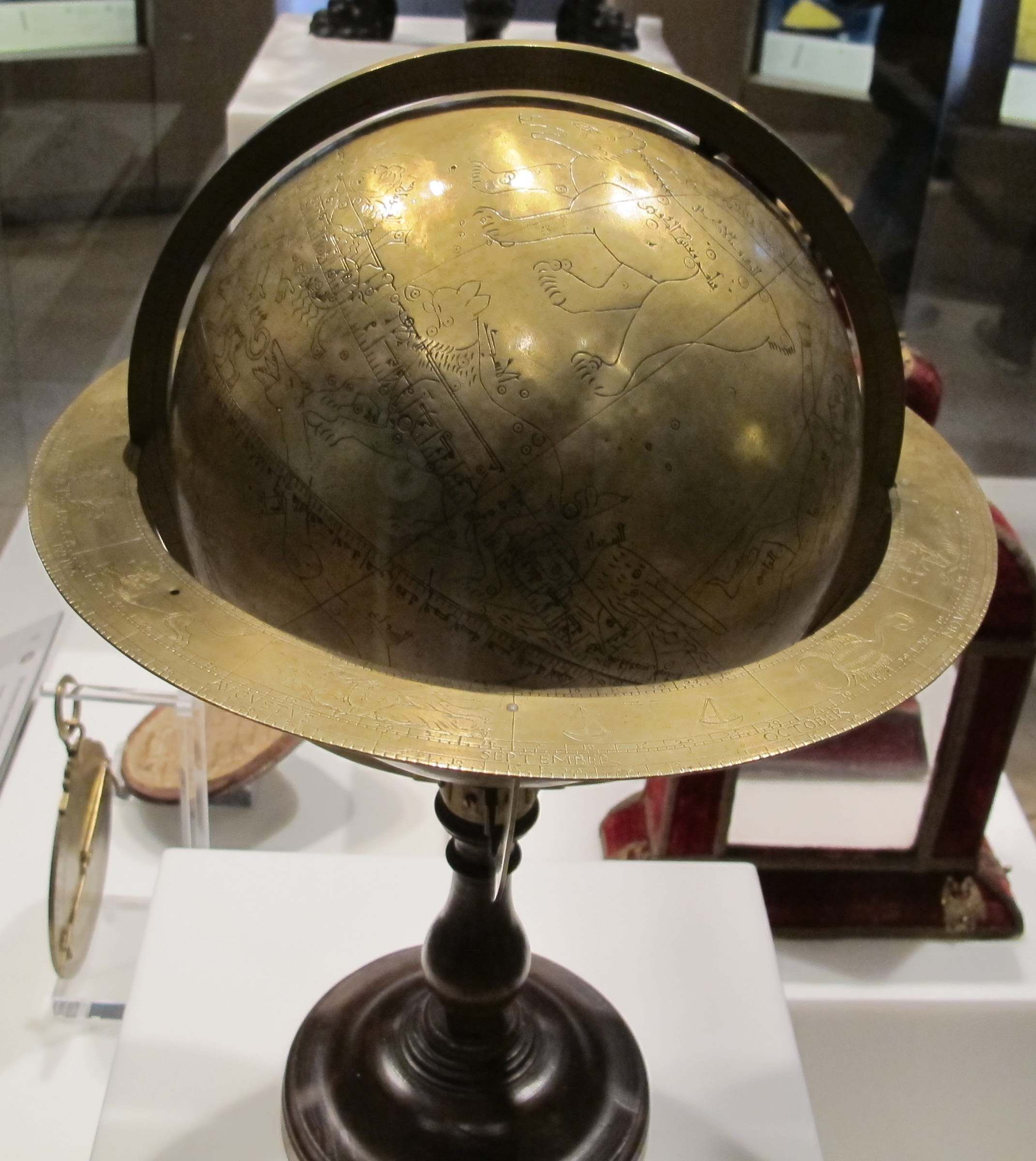
Globo celeste de ibrahim 'ibn said, Valencia (1085), Museo Galileo, Firenze
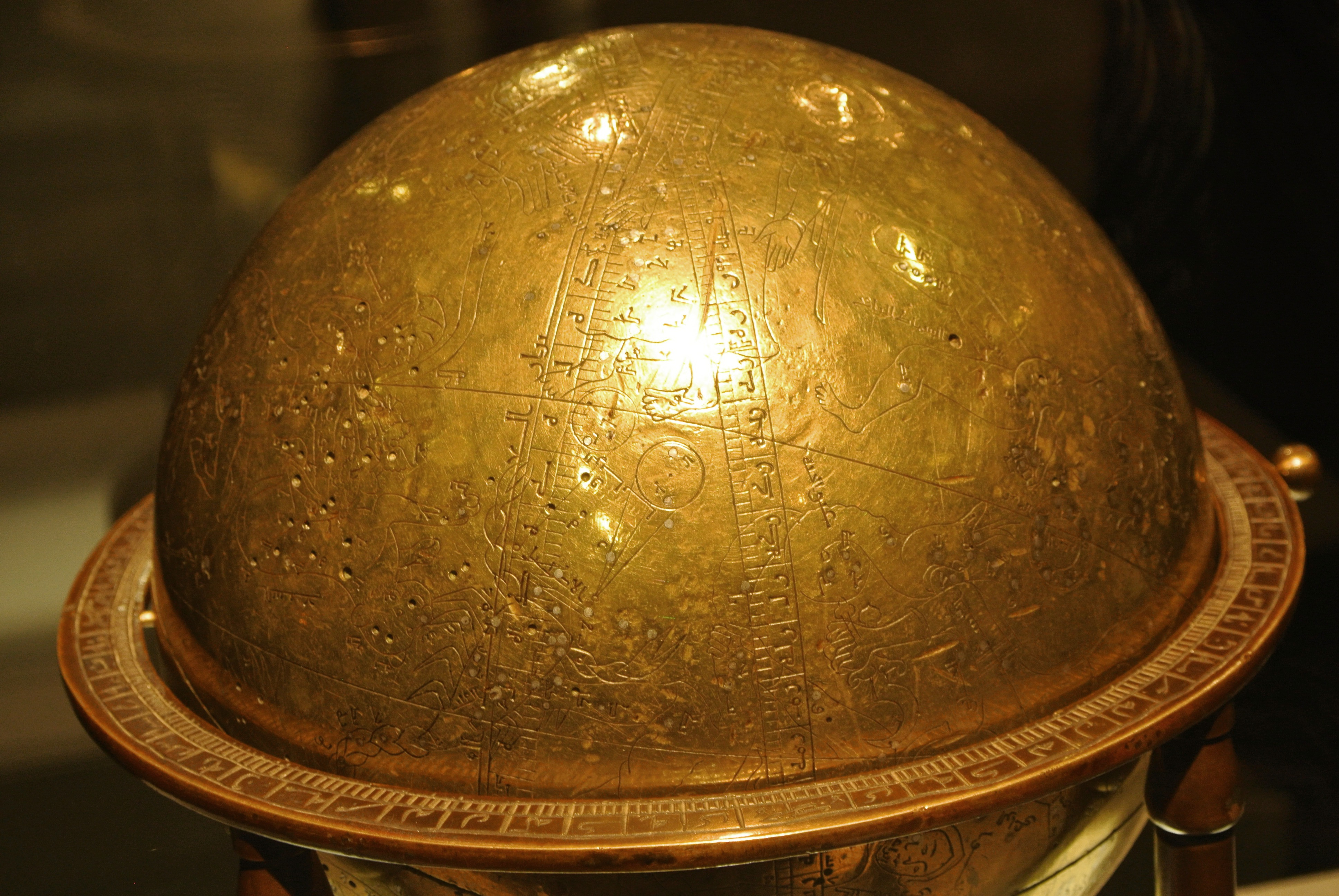
Globo celeste de Isfahan (1144), firmado por Yunus b.al-Husayn al-Asturlabi, de bronce gravado incrustado con plata, expuesto en el Museo de Louvre
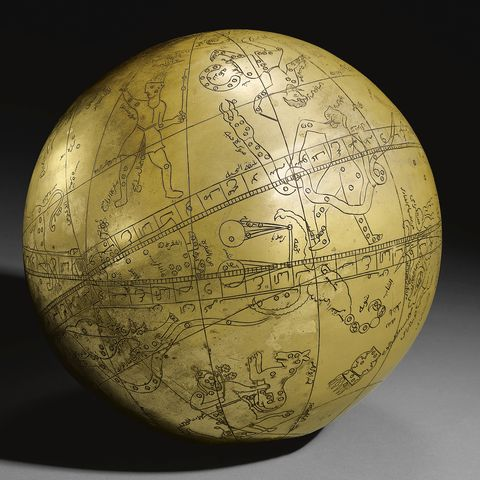
Un gran globo celeste persa de latón, grabado con marcas, figuras y símbolos astrológicos y detalles inscriptivos en todas partes, con una adscripción a Hadi Isfahani y una fecha de 1197.

### Ecuatorios
Un ecuatorio es un sistema geométrico y mecánico que permite reproducir el movimiento del sol y de la luna o de los planetas según el sistema de Ptolomeo. Antes de Ptolomeo, tales instrumentos ya existían, basados en los sistemas de la época: se sabe que Arquímedes tenía un ecuatorio y se puede clasificar la máquina de Anticitera entre los instrumentos del mundo griego de este tipo de alta complejidad. También en el mundo árabe se estudió este tipo de instrumento: se conocen al menos cuatro tratados sobre este tema, el más antiguo de los cuales data del siglo XI. No queda ningún instrumento de este tipo, pero se sabe que al-Biruni describió un calendario solar-lunar según este principio. También se menciona un ecuatorio en los escritos de al-Kashi. En el Occidente árabe se mencionan dos mecanismos de este tipo, uno «las placas de 7 planetas» es un diseño de Ibn al-Samh y el otro, con dos placas, fue diseñado por al-Zarqalluh.

### Relojes de sol

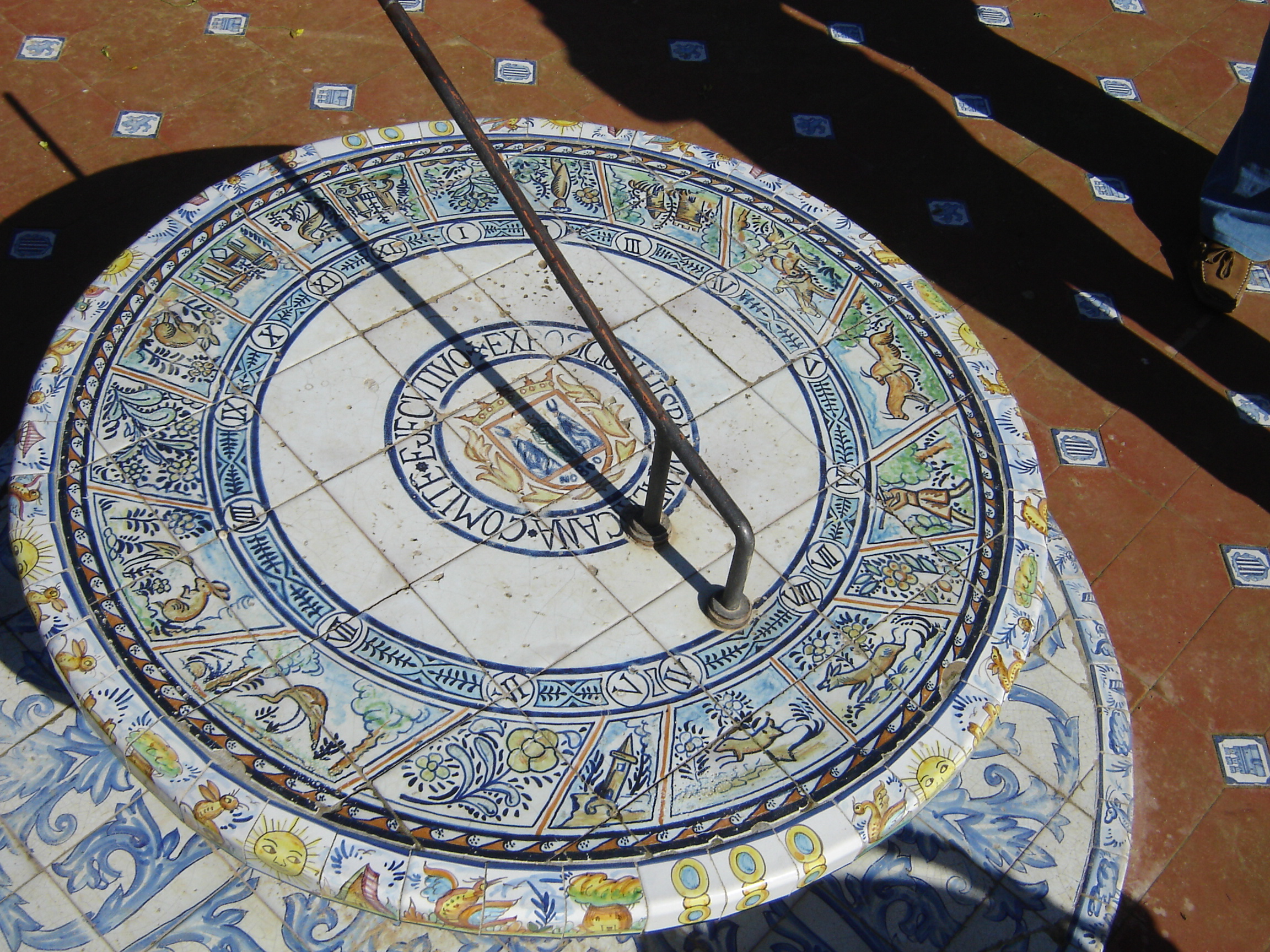
Un reloj de sol en Sevilla, en Andalucía.

Los musulmanes hicieron contribuciones significativas a la teoría y fabricación de los relojes de sol, cuyo principio venía de sus predecesores indios y griegos. Se atribuyen a Al-Juarismi unas tablas que simplificaron y facilitaron enormemente la fabricación de estos instrumentos, permitiendo así su construcción en cualquier lugar de la Tierra. Con frecuencia eran colocados en el frente de las mezquitas para comprobar el Salat, tiempo de oración. Uno de los ejemplares más bellos fue realizado en el siglo XIV por el muwaqqit (gran relojero) de la Gran Mezquita de los Omeyas de Damasco, Ibn al-Shatir. Los astrónomos e ingenieros musulmanes escribieron instrucciones sobre la construcción de relojes de sol horizontales, verticales o polares.
Los primeros relojes de sol indicaban principalmente la hora estacional. Hubo que esperar hasta el siglo XIV y el reloj de sol de Ibn al-Shatir para ver la aparición de un reloj de sol cuyo gnomon era paralelo al polo, lo que permitía dar horas regulares en cualquier latitud.
También hubo, desde el siglo XIV, relojes de sol portátiles incluidos en los útiles astronómicos o instrumentos astronómicos de usos múltiples instalados en una caja con tapa. En los útiles de Ibn al-Shatir era un reloj de sol polar y en el de al-Wafa un círculo ecuatorial.

### Relojes astronómicos y astrolabios de engranajes
La astronomía musulmana se benefició de las habilidades técnicas de los relojeros árabes para la construcción de relojes astronómicos de agua. Así se encuentran evidencias del siglo XIV que describen relojes astronómicos de gran complejidad. Al-Biruni describe así un calendario mecánico; hay pruebas de la existencia de un reloj astronómico en la mezquita de Fez. Se ha informado que Ibn al-Shatir poseía un astrolabio de engranajes. También se conserva un astrolabio completado por un calendario luna-sol movido por engranajes, obra del siglo XIII.

### Instrumentos de observación

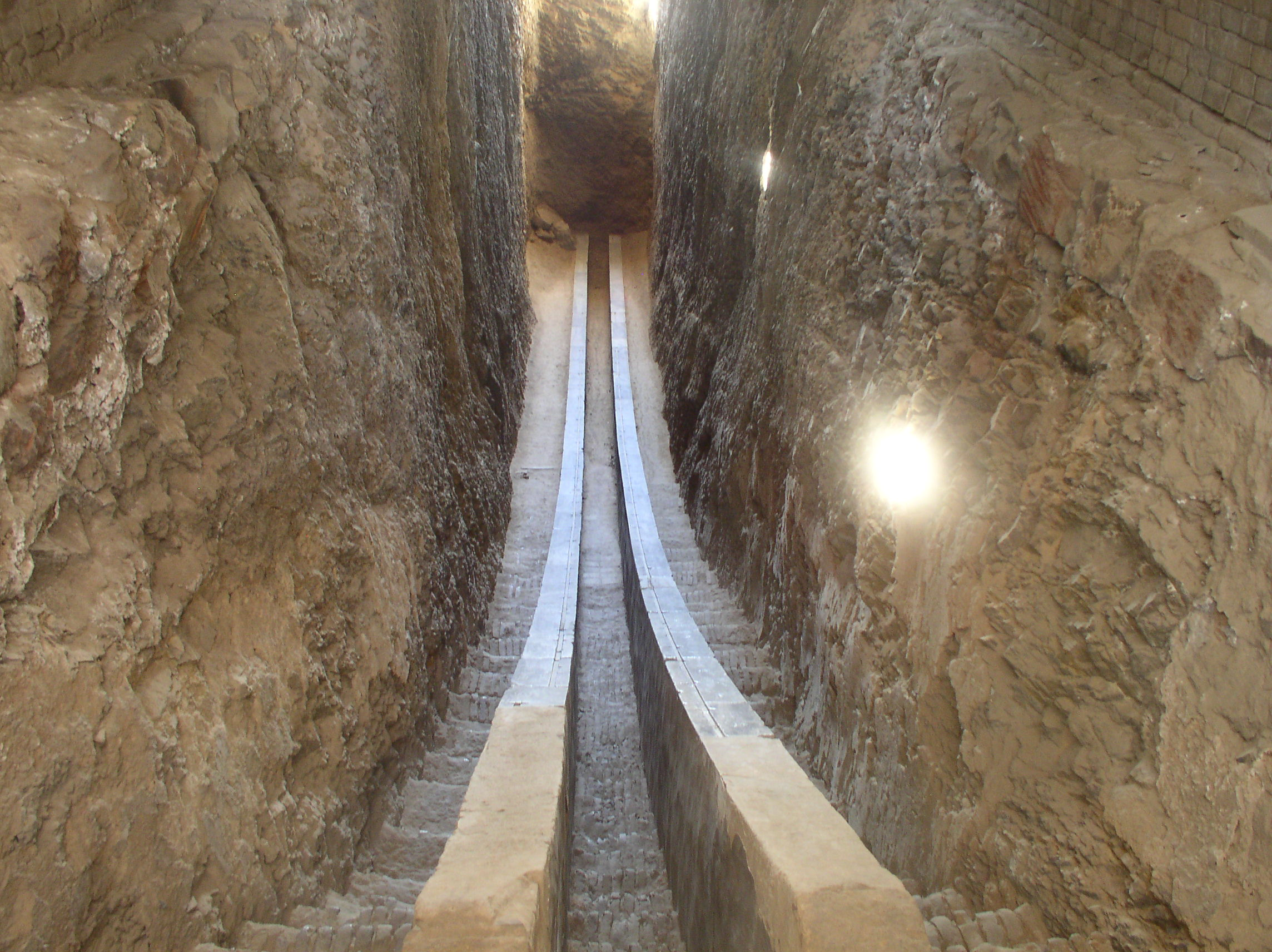
Sextante mural de Ulugh Beg, construido en Samarcanda, Uzbekistán, en el.

Los instrumentos presentes en los observatorios astronómicos árabes eran en general los instrumentos griegos anteriormente citados: esfera armilar, anillos equinocciales o meridianos, reglas paralácticas, cuadrante de pared. 
Para mejorar su rendimiento, los astrónomos árabes aumentaron su tamaño y los perfeccionaron. Así Ibn Sina describió un instrumento de observación, con doble sistema de medición, con un diámetro de 7 metros, utilizado en el siglo X.
Al-Battani utilizó tubos de observación que le permitían fijar la mirada sin ser molestado por la luminosidad ambiental. Estos tubos fueron descritos por al-Biruni como tubos de 5 codos de largo pero carecían de cualquier sistema óptico. 
El observatorio de Rayy tenía un sextante (sexto de círculo) con un radio de 20 metros con un sistema de observación según el principio del cuarto oscuro: completamente en la oscuridad, tenía una pequeña abertura en el techo que dejaba pasar un rayo de sol. En el siglo XV, Ulugh Beg hizo construir un «Sextante de Fakhri», con un radio de aproximadamente 40 m. Se encontraba en Samarcanda, en Uzbekistán, y este arco cuidadosamente construido tenía escaleras a cada lado para permitir a los asistentes responsables de las mediciones moverse rápidamente. 
Los instrumentos del observatorio de Maraghe fueron descritos por al-'Urdi, eran del mismo tipo que los ya mencionados con la excepción de un círculo azimutal provisto de dos cuadrantes. permitiendo tomar la altura de dos estrellas simultáneamente.

## Influencia de la astronomía árabe
Se ha dicho que la ciencia árabe fue mera imitación de la del Imperio bizantino o del mundo clásico. Se ha dicho también que la ciencia árabe-española fue imitación de la ciencia árabe-oriental. Hoy se puede demostrar que no es cierto en absoluto.
Las aportaciones astronómicas árabes llegan con claridad hasta fines del siglo XV. Fueron cinco siglos en los que el islam creó y transmitió ciencia a los deprimidos estados europeos medievales. Sus astrolabios, cuadrantes, dióptricos y brújulas están en los estantes de nuestros museos. Pero lo que es aún más importante, es que los principales astrónomos y matemáticos que inauguran la nueva época de las ciencias: Copérnico, Tycho Brahe, Kepler, Galileo y Newton bebieron en las fuentes de Alfarganí, Alzarcalí, y Albatani.

## Astronomía en el arte islámico
Se pueden encontrar ejemplos de imágenes cosmológicas en el arte islámico en objetos como manuscritos, útiles astrológicos y frescos palaciegos, y el estudio de los cielos por parte de los astrónomos islámicos se ha traducido en representaciones artísticas del universo y conceptos astrológicos. El mundo islámico se inspiró en las tradiciones griega, iraní e india para representar las estrellas y el universo
El castillo del desierto en Qusair Amra, que fue utilizado como palacio de los Omeyas, tiene una cúpula de baño decorada con el zodíaco islámico y otros diseños celestiales. Los Hermanos de la Pureza describieron que el Sol fue colocado en el centro del universo por Dios, con los otros cuerpos celestes orbitando a su alrededor.
El zodíaco islámico y las imágenes astrológicas se pueden ver en ejemplos de orfebrería. Los picheles que representan los doce símbolos del zodíaco existen para enfatizar la artesanía de élite y llevar bendiciones como un ejemplo ahora en el Metropolitan Museum of Art. Las monedas también llevaban imágenes del zodíaco que tienen el único propósito de representar el mes en el que se acuñó la moneda. Como resultado, los símbolos astrológicos podrían haberse utilizado como decoración y como medio para comunicar significados simbólicos o información específica. .

## Historia
Los árabes mantendrán viva la llama del saber, durante la época del oscurantismo europeo. Los estudios astronómicos interesaron tanto a matemáticos, viajeros, hombres de religión y al hombre común ya que su religión y el Corán tienen abundantes referencias al Sol, la Luna y las estrellas. Aparecieron observatorios públicos y privados por todas partes. La astrología era considerada como ciencia y los soberanos tenían sus astrólogos personales que guiaban muchas de las decisiones de estado.

### Califato abasí

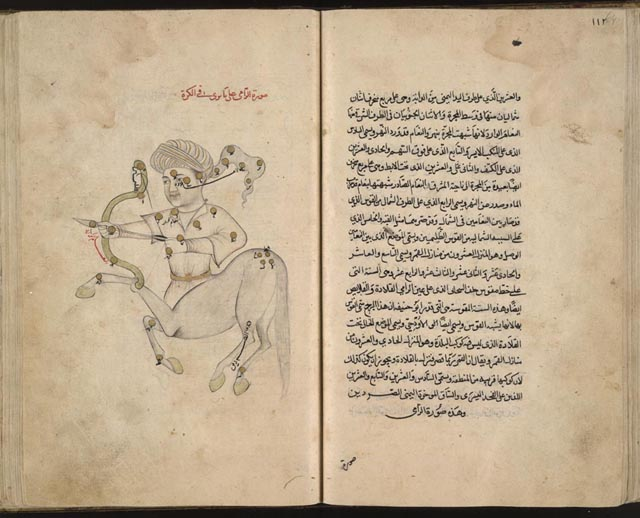
Una imagen de la constelación de Sagitario por el astrónomo persa Abd al-Rahman al-Sufi (también conocido como Azophi) en su Descripción de las Constelaciones Celestiales.

Los primeros califas de Bagdad pusieron al frente de su Casa de la sabiduría a un astrónomo: Yaya Belmansum, que concentra a su alrededor a los más destacados científicos de la época, poniendo a su disposición una excelente biblioteca y medios materiales abundantes. Dentro de ellos encontramos a:
- Al-Juarismi, vivió aproximadamente entre 780 y 850. y conocido por "Hisāb al-ŷabr wa'l muqābala", un tratado de álgebra, guarismos y algoritmos.
- Albumassar, astrólogo y experto en cometas.

- Al Biruni, reformador del calendario y diseñador de engranajes de precisión. Se dedicó también a la proyección cartográfica y en su enciclopedia astronómica formuló la posibilidad lógica del movimiento de la Tierra alrededor del Sol.
- Al-Battani quizá el más respetado por los estudiosos europeos. Sus descubrimientos son amplísimos y sus estudios de las anomalías lunares y los eclipses tienen una extraordinaria precisión. Estableció las primeras nociones trigonométricas y concibe la fórmula fundamental de la trigonometría esférica.

## Anexo:Astrónomos notables
Los astrónomos árabes más destacados son:
- Jafar al-Sadiq
- Yaqūb ibn Tāriq
- Ibrahim al-Fazari
- Muhammad al-Fazari (fall. 796 u 806), filósofo, matemático y astrónomo, constructor de astrolabios.
- Mashallah ibn Athari
- Naubakht
- Abu Hanifa Dinawari
- Al-Juarismi (780-c. 850), matemático, astrónomo y geógrafo persa
- Abu Ma'shar al-Balkhi (Albumasar)
- Al-Farghani (Alfargano) (805-880) , cuyo tratado de astronomía fue traducido al latín y utilizado en Europa hasta el siglo XVI.
- Banū Mūsā (Ben Mousa)
  - Ja'far Muhammad ibn Mūsā ibn Shākir
  - Ahmad ibn Mūsā ibn Shākir
  - Al-Hasan ibn Mūsā ibn Shākir
- Thābit ibn Qurra (Thebit) (826-901), el mayor de los geómetras árabes, fue un excelente traductor y comentador de los griegos. Estudió el reloj de sol, determinó la altitud del Sol y la duración del año solar.
  - Sinan ibn Thabit
  - Ibrahim ibn Sinan
- Sind ibn Ali
- Al-Majriti
- Al-Battani (Albatenius) (c. 858-929), príncipe, astrónomo, astrólogo y matemático
- Al-Farabi (Abunaser)
- Abd Al-Rahman Al Sufi
- Abu Sa'id Gorgani
- Kushyar ibn Labban
- Abū Ja'far al-Khāzin
- Al-Mahani
- Al-Marwazi
- Al-Nayrizi
- Al-Saghani
- Hermanos de la Pureza
- Abū Sahl al-Qūhī (Kuhi)
- Abu-Mahmud Joyandí (al-Khujandi) (940-1000)
- Abū al-Wafā' al-Būzjānī
- Ibn Yunus (c. 950-1009), matemático y astrónomo egipcio
- Abu Nasr Mansur (960-1036), matemático persa, conocido por descubrir el teorema del seno
- Ibn al-Haytham (Alhacen)
- Al-Biruni (973-1050), matemático, astrónomo, geógrafo, físico, filósofo, viajero, historiador y farmacéutico persa
- Avicenna
- Abū Ishāq Ibrāhīm al-Zarqālī (Azarchel)
- Omar Khayyám
- Al-Khazini
- Ibn Bajjah (Avempace)
- Ibn Tufail (Abubacer)
- Nur Ed-Din Al Betrugi (Alpetragius)
- Averroes (1126-1198), filósofo, médico y polímata andalusí
- Al-Jazari
- Anvari (1126-1189), poeta y astrónomo persa
- Sharaf al-Dīn al-Tūsī
- Mo'ayyeduddin Urdi
- Nasir al-Din al-Tusi
- Ibn al-Nafis
- Qutb al-Din al-Shirazi
- Ibn al-Shatir (1304-1375)
- Shams al-Dīn al-Samarqandī
- Jamshīd al-Kāshī
- Ulugh Beg, también matématico
- Ali Qushji (1403-1474), también matématico y filósofo
- Al-Birjandi
- Taqi al-Din Muhammad ibn Ma'ruf (1526-1585), astrónomo otomano que hizo construir el Observatorio de Estambul
- Ahmad Nahavandi
- Ahmad Khani
- Haly Abenragel
- Abolfadl Harawi

### En francés
- Roshdi Rashed (dir.); Régis Morelon (dir.) (1997). Histoire des sciences arabes. I (376 p.). Paris: éditions du Seuil. p. 376. ISBN 978-2-02-030352-1. RashedMorelon1997. Parámetro desconocido |format livre= ignorado (ayuda); Parámetro desconocido |titre volume= ignorado (ayuda)
- Abdulhak Adnan (1939). La Science chez les Turcs ottomans. Paris: Maisonneuve. p. 82.
- Pierre Duhem (1908). Sozein ta phainomena. Essai sur la notion de théorie physique de Platon à Galilée. Mathesis. Vrin. p. 143. ISBN 978-2-7116-0805-8. Parámetro desconocido |réimpression= ignorado (ayuda)
- Antoine Gautier (décembre de 2005). L’âge d'or de l’astronomie ottomane. {CXIX}. Parámetro desconocido |titre volume= ignorado (ayuda);
- Paul Couderc (1945). Histoire de l'astronomie. Que sais-je?. Presses Universitaires de France. «Un cita libro de vulgarisation un peu daté, mais très clair et particulièrement agréable à (re-)lire.» Parámetro desconocido |réimpression= ignorado (ayuda); Parámetro desconocido |numéro dans serie= ignorado (ayuda)
- Jean-Pierre Verdet (1990). Une histoire de l’astronomie. Points sciences (en francés). Paris: éditions du Seuil. p. 384. ISBN 978-2-02-011557-5.

#### en otras lenguas
- M. di Bono (1995). «Copernicus, Amico, Fracastoro and Tusi's device: observations on the use and transmission of a model». Journal for the History of Astronomy (en inglés) 26: 133-154.
- Ahmad Dallal (1999). «Science, Medicine, and Technology --- The making of a scientific culture». The Oxford History of Islam (en inglés) (New York: Oxford University Press). pp. 152-214. ISBN 0195107993.
- Owen Gingerich (avril de 1986). «Islamic astronomy». Scientific American (en inglés) 254 (10): 74. Consultado el 18 de mayo de 2008.
- Thomas F. Glick; Steven John Livesey; Faith Wallis (2005). Medieval Science, Technology, and Medicine – An Encyclopedia (en inglés). Routledge. p. 598. ISBN 978-0-415-96930-7.
- Donald R. Hill (1993). Islamic Science And Engineering (en inglés). Edinburgh University Press. ISBN 978-0-7486-0455-5.
- Toby Huff (2003). The Rise of Early Modern Science – Islam, China, and the West (en inglés). Cambridge University Press. p. 425. ISBN 978-0-521-52994-5.
- Edward S. Kennedy (1956). «A Survey of Islamic Astronomical Tables». Transactions of the American Philosophical Society (en inglés) 46 (2).
- Edward S. Kennedy (1962). «Review: The Observatory in Islam and Its Place in the General History of the Observatory by Aydin Sayili». Isis (en inglés) 53 (2): 237-239.
- Edward S. Kennedy (1998). Astronomy and Astrology in the Medieval Islamic World (en inglés). Brookfield, VT: Ashgate.
- David A. King (1986). Islamic mathematical astronomy (en inglés). Londres.
- David A. King; Christopher Walker (dir.) (1999a). Islamic Astronomy (en inglés). British Museum Press. pp. 143-174 (de 352). ISBN 978-0-7141-2733-0. King1999a. Parámetro desconocido |titre volume= ignorado (ayuda)
- David A. King (2002). «A Vetustissimus Arabic Text on the Quadrans Vetus». Journal for the History of Astronomy (en inglés) 33. pp. 237-255.
- Paul Kunitzsch; Tim Smart (2006). A Dictionary of Modern Star Names – A Short Guide to 254 Star Names and Their Derivations (en inglés). Cambridge, Massachusetts: Sky Publishing Corp. pp. 72. ISBN 978-1-931559-44-7.
- Michael E. Marmura (1965). «Review: An Introduction to Islamic Cosmological Doctrines. Conceptions of Nature and Methods Used for Its Study by the Ikhwan Al-Safa'an, Al-Biruni, and Ibn Sina by Seyyed Hossein Nasr». Speculum (en inglés) 40 (4): 744-746.
- Hossein Nasr (1964 par Harvard University Press). An Introduction to Islamic Cosmological Doctrines – conceptions of nature and methods used for its study by the Ikhwān Al-Ṣafā', Al-Bīrūnī, and Ibn Sīnā (en inglés). Albany: SUNY Press. p. 322. ISBN 978-0-7914-1515-3. Parámetro desconocido |réimpression= ignorado (ayuda)
- F. Jamil Ragep; Dick Teresi; Roger Hart (2002). «Ancient Roots of Modern Science». Talk of the Nation (en inglés) (National Public Radio). Consultado el 22 de enero de 2008. «Conversation diffusée à l'antenne de National Public Radio; l'astronomie est abordée dans le premier quart d'heure.»
- F. Jamil Ragep (2007). «Copernicus and his Islamic Predecessors: Some Historical Remarks». History of Science (en inglés) 45: 65-81.
- A. I. Sabra (1998). «Configuring the Universe: Aporetic, Problem Solving, and Kinematic Modeling as Themes of Arabic Astronomy». Perspectives on Science (en inglés) 6: 288-330.
- George Saliba (1981). «Review: Geschichte des arabischen Schriftiums. Band VI: Astronomie bis ca. 430 H by F. Sezgin». Journal of the American Oriental Society (en inglés) 101 (2): 219-221.
- George Saliba (1994b). A History of Arabic Astronomy – Planetary Theories During the Golden Age of Islam (en inglés). New York University Press. p. 352. ISBN 978-0-8147-8023-7. Saliba1994b.
- George Saliba (1999). Whose Science is Arabic Science in Renaissance Europe? (en inglés). université Columbia. Consultado el 22 de enero de 2008.
- George Saliba (2000). «Arabic versus Greek Astronomy: A Debate over the Foundations of Science». Perspectives on Science (en inglés) 8: 328-341.
- George Saliba (2001).  (en inglés). UNESCO. pp. 27-49 http://www.unesco.org/new/en/culture/themes/dialogue/general-and-regional-histories/the-different-aspects-of-islamic-culture/. Parámetro desconocido |titre chapitre= ignorado (ayuda); Parámetro desconocido |titre ouvrage= ignorado (ayuda); Falta el |título= (ayuda)